# Pavão
Pavão é o nome comum dado para três espécies de aves dos gêneros Pavo e Afropavo que estão dentro da tribo Pavonini da família Phasianidae (que inclui também os galos, faisões, codornizes etc.). Existem duas espécies de origem asiática, o pavão-azul, originário do subcontinente indiano, e o pavão-verde, do sudoeste asiático; há ainda uma espécie africana, o pavão-congolês, nativa da bacia do Congo. Os machos são conhecidos por seus chamados penetrantes e sua plumagem colorida. Essa última característica mais proeminente nas espécies asiáticas que apresentam uma longa cauda colorida, repleta de olhos que abrem em leque num ritual de acasalamento. As funções da elaborada coloração iridescente e grande cauda dos pavões têm sido objeto de amplo debate científico. Charles Darwin sugeriu que estas serviam para atrair as fêmeas, e as características mais vistosas dos machos evoluíram por seleção sexual. Mais recentemente, Amotz Zahavi propôs em sua teoria do Princípio do handicap que essas características agiam como sinais claros da aptidão dos machos, uma vez que os machos menos aptos seriam prejudicados pela dificuldade de sobreviver com estruturas tão grandes e distintas.

## Características
Falando das características de forma geral, em todas as espécies as fêmeas são menores em peso e envergadura, porem, os machos são significantemente maiores por conta da sua longa cauda que é chamada de trem. A cauda ou trem dos pavões não consiste em penas de cauda propriamente ditas, mas em penas de sobre cauda muito longas. Essas longas penas possuem ocelos que são mais visíveis quando o pavão abre seu trem em leque. Ambos os sexos de todas as espécies possuem uma crista de penas acima da cabeça. Quanto aos filhotes, nas três espécies as cores são mistas. Há variação entre amarelo pálido e pardo, com manchas de cor marrom-escuro ou castanho claro e marfim.
Há registros de pavoas adultas que acabaram desenvolvendo plumagem masculina e também fazendo o chamado dos machos. Embora inicialmente se suspeitasse de ginandromorfismo, os pesquisadores sugeriram que as mudanças em aves maduras são devido à falta de estrogênio de ovários velhos ou danificados, e que a plumagem e as chamadas masculinas são o padrão do defeito, a menos que este seja suprimido hormonalmente.

## Espécies
| Imagem | Nome científico                   | Nome comum     | Descrição | Distribuição |
| ------ | --------------------------------- | -------------- | --- | --- |
|        | Pavo cristatus (Linnaeus, 1758)   | Pavão-azul     | O pavão-azul ou pavão-indiano tem plumagem mista de azul e verde iridescente. A pavoa-azul possui uma mistura de cinza opaco, marrom e verde em suas penas e ela também utiliza da sua plumagem para afastar competição de outras fêmeas e também afastar o perigo das crias.                                                        | O pavão-azul é residente em todo o subcontinente indiano e habita as áreas mais secas das terras baixas do Sri Lanka. No subcontinente indiano, ela é encontrada principalmente abaixo 1.800m de altitude e em casos raros é observada em cerca de 2.000m. É encontrado em florestas úmidas e secas, mas pode se adaptar para viver em regiões cultivadas e ao redor de habitações humanas e geralmente é encontrado onde tem água disponível. |
|        | Pavo muticus (Linnaeus, 1756)     | Pavão-verde    | O pavão-verde, também conhecido como pavão-verde-de-java, diferentemente do pavão-azul, possui em sua plumagem uma mistura de verde e bronze ou dourado, com asas recobertas de penas pretas com cintilância azul. As fêmeas possuem forte semelhança com os machos, porem, com o trem mais curto e o pescoço em tom mais acobreado. | O pavão-verde era amplamente distribuído no sudeste da Ásia no passado, desde o sul da China, especialmente Yunnan, leste e nordeste da Índia, norte de Mianmar, estendendo-se pelo Laos e Tailândia até o Vietnã, Camboja, Malásia peninsular e as ilhas de Java. Essa abrangência foi reduzida com a destruição do habitat e a caça. Os pavões-verdes-de-Java são encontrados em uma ampla variedade de habitats, incluindo florestas primárias e secundárias, tropicais e subtropicais, bem como perenes e decíduas. Eles também podem ser encontrados entre bambus, pastagens, savanas, arbustos e bordas de terras agrícolas. No Vietnã, o habitat preferido foi a floresta seca e decídua perto da água e longe da perturbação humana. |
|        | Afropavo congensis (Chapin, 1936) | Pavão-congolês | O pavão-congolês macho não possui a longa cauda, mas ainda assim ele usa a sua "cauda de fato" durante a corte de acasalamento. Suas penas caudais são muito mais curtas que das outras duas espécies, com seus ocelos muito menores. As fêmeas são cinzentas ou marrom-opaco, assim como a fêmea do Pavão-azul.                     | O Pavão-do-Congo é endêmico das florestas de planície da República Democrática do Congo, onde também foi designado como ave nacional. Ocorre em florestas primárias e secundárias no Parque Nacional da Salonga. Sinais secundários de sua presença, como excrementos e penas, foram encontrados com mais frequência na floresta secundária em regeneração do que na floresta primária. Na floresta secundária, seus dejetos foram encontrados próximos aos cursos d'água, onde as árvores eram menores e a diversidade de plantas era menor do que na floresta primária. |

### Híbridos
Pavão-de-spalding
Os híbridos entre o pavão-azul e pavão-verde são chamados de pavão-de-spalding, em homenagem à primeira pessoa a hibridizá-los com sucesso, Keith Spalding. Ao contrário de muitos híbridos, os pavões-de-spalding são férteis e geralmente se beneficiam do vigor híbrido; Pavões-de-spalding com um fenótipo verde alto se saem muito melhor em temperaturas frias do que os próprios pavões-verdes naturais, que são intolerantes ao frio, enquanto ainda se parecem com seus pais verdes. A plumagem varia entre os individuos, com alguns parecendo muito mais com o pavão-verde e alguns parecendo muito mais com o pavão-azul, embora a maioria carregue visualmente características de ambos.

### Outros
Quanto ao pavão-azul, além da coloração "azul" do tipo selvagem, várias centenas de variações de cor e padrão são formas reconhecidas em separado do natural azul-indiano entre os criadores de pavões. As variações de padrão incluem: ombro sólido/preto (as listras pretas e marrons na asa são de uma cor sólida), malhado, olhos brancos (os ocelos nas penas dos olhos de um macho têm manchas brancas em vez de preto) e malhado prateado (uma ave maioritariamente branca com pequenas manchas de cor). As variações de cores incluem branco, roxo, bronze Buford, opala, meia-noite, carvão, jade e cinza, bem como as cores ligadas ao sexo: roxo, camafeu, pêssego e Violeta de Sonja. Variações adicionais de cores e padrões são aprovadas pela United Peafowl Association para se tornarem oficialmente reconhecidas como uma metamorfose entre os criadores. Os pavões de cores alternadas nascem de cores diferentes dos pavões do tipo selvagem e, embora cada cor seja reconhecível ao nascimento, sua plumagem de pêssego não corresponde necessariamente à plumagem adulta.

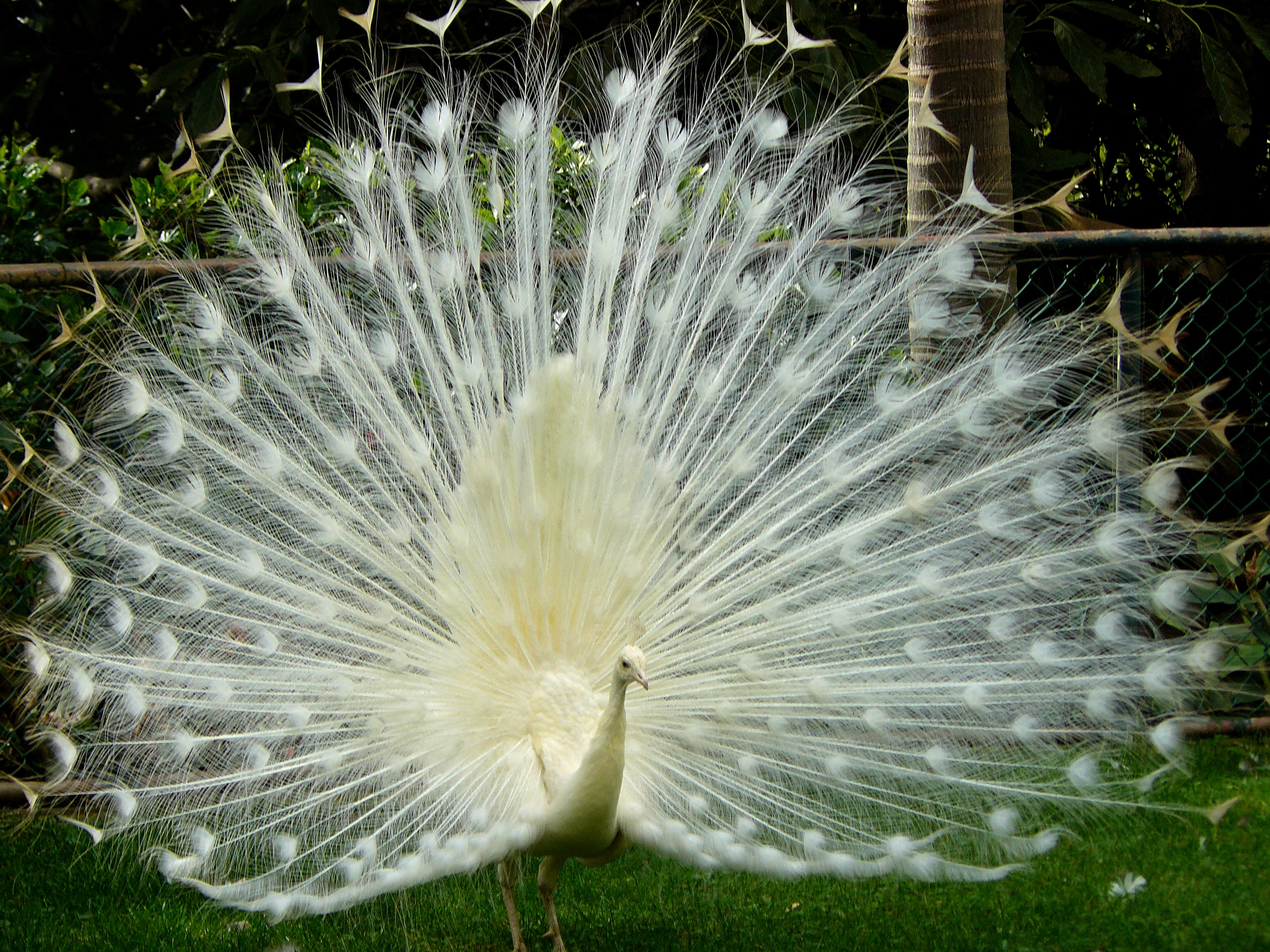
Pavão-branco (não albino).

Ocasionalmente, aparecem pavões com plumagem branca. Embora existam pavões albinos, isso é bastante raro, e quase todos os pavões brancos não são albinos; eles têm uma condição genética chamada leucismo, que faz com que as células pigmentares não migrem da crista neural durante o desenvolvimento. O pavão leucístico pode produzir pigmento, mas não deposita o pigmento em suas penas, resultando em sua cor de olhos azul-acinzentada e na completa falta de coloração em sua plumagem. Pavões malhados são afetados por leucismo parcial, onde apenas algumas células de pigmento não conseguem migrar, resultando em aves que têm cor, mas também têm manchas ausentes de toda a cor; eles também têm olhos azul-acinzentados. Por outro lado, o verdadeiro pavão albino teria uma completa falta de melanina, resultando em íris que parecem vermelhas ou rosa. Os pêssegos leucísticos nascem amarelos e tornam-se totalmente brancos à medida que amadurecem.

## Comportamento
Pavões são aves florestais que passam o dia no chão e à noite se empoleiram em arvores. No chão fazem também seus ninhos e é onde as fêmeas passam a fase de criação dos filhotes. Costumam alimentar-se de achados terrestres e vegetais. Todas as espécies são reconhecidamente polígamas. Assim como outros membros dos Galliformes, os machos possuem esporões ligados ao metatarso de cada perna, utilizados em brigas.
Em acasalamento, a principal forma que o macha utiliza para atrair as fêmeas é seu canto. Alguns estudos sugerem que a complexidade da "canção" produzida pela exibição dos machos poderia impressionar as fêmeas. Os pavões costumam cantar imediatamente antes, imediatamente depois ou até mesmo durante a cópula.

### Dieta
Os pavões são onívoros e comem muitas plantas, pétalas de flores, sementes, insetos e outros artrópodes, pequenos répteis e anfíbios. Na natureza os pavões encontram seu alimento ciscando na serrapilheira ao amanhecer ou ao anoitecer. Quando o dia está mais quente, eles entram nas partes mais arborizadas das florestas a fim de se proteger do calor. Não são aves exigentes e comem de quase tudo que couber em seus bicos e se considerarem capazes de digerir. Eles costumam caçar insetos como formigas, grilos e cupins; millipedes; e outros artrópodes e pequenos mamíferos.
Pavões domesticados costumam comer pão e grãos rachados, como aveia e milho, queijo e arroz cozido. Foi dito por criadores que os pavões também gostam de alimentos ricos em proteínas, incluindo larvas que infestam suas moradias, diferentes tipos de carne e frutas, bem como vegetais, incluindo folhas verdes escuras, brócolis, cenoura, feijão, beterraba e ervilha.

## Na Gastronomia
Na Roma antiga, os pavões eram uma iguaria. O poeta Horácio ridicularizou o uso de pavões como alimento, dizendo que eles tinham gosto de frango. Ovos de pavão também foram valorizados. Caio Petronius em Satíricon também zombou da ostentação e esnobismo de comer pavões e seus ovos.

## Na Cultura

### Na Índia

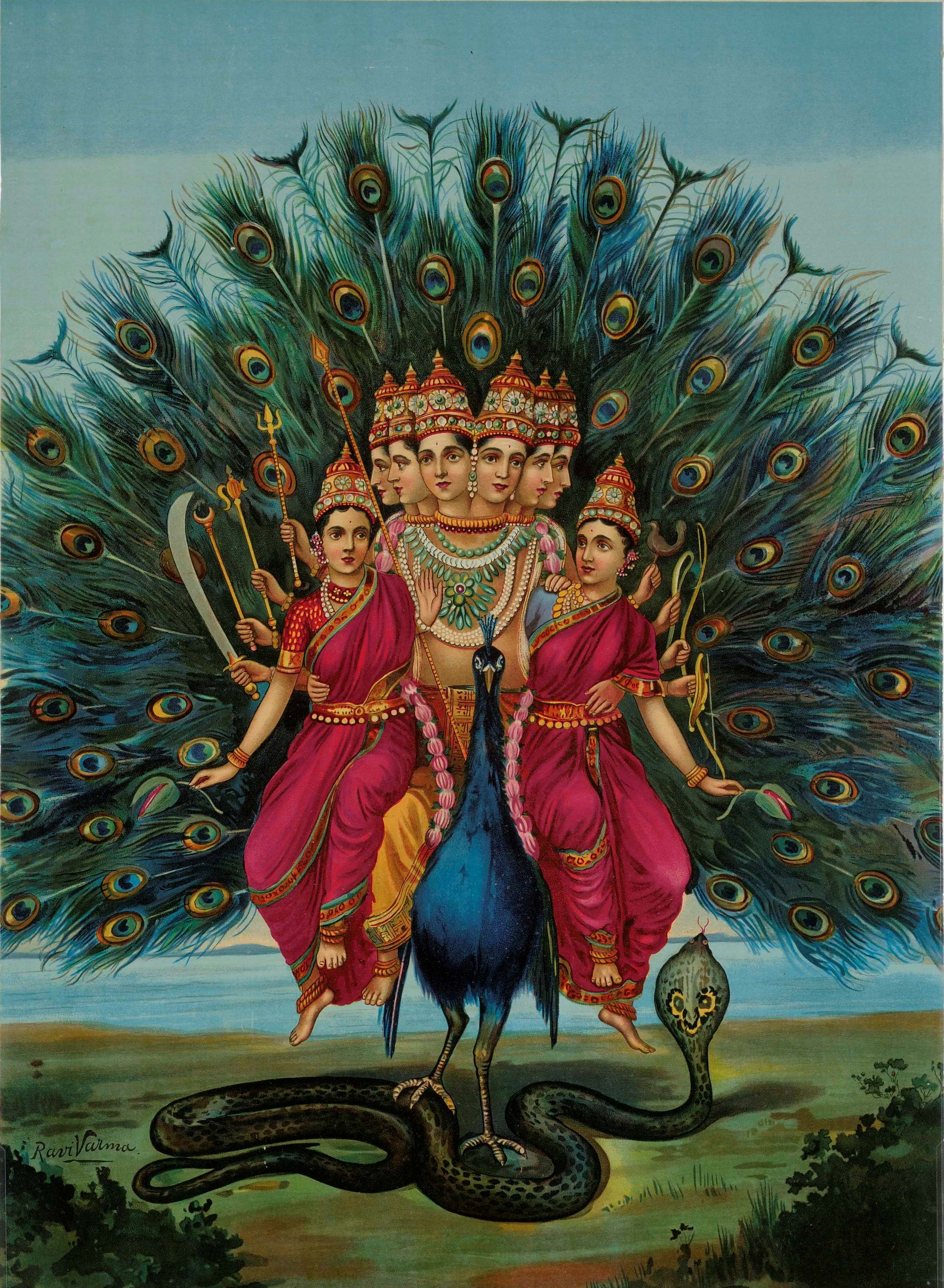
Kartikeia e suas esposas montados em um pavão-azul.

O pavão-azul é nativo da Índia tem importante significado em sua cultura. No hinduísmo, um pavão-azul é montado por Kartikeya, o deus da guerra, e por Kaumari, a deusa guerreira, e também é retratado em volta da deusa Santoshi Segundo a mitologia indiana, durante uma guerra contra os asuras, Kartikeya dividiu o rei demônio Surapadman ao meio. Como mostra de respeito ao adversário, Kartikeya converteus suas metades em partes de si mesmo. Uma das metades tornou-se um pavão que o serviu de montaria e a outra tornou-se um galo que passou a adornar sua bandeira. Ainda na mitologia indiana, ele representa a forma divina de Omkara, quando este espalha suas plumas em forma circular completa. As penas do pavão adornam a coroa de Krishna e também é um avatar de Vishnu.
Conta uma lenda que Chandragupta Máuria, o fundador do Império Máuria, nascera órfão e fora criado por uma família de pavões. De acordo com a tradição budista, os ancestrais dos reis Máuria se estabeleceram em uma região onde os pavões eram abundantes. Por isso, passaram a ser chamados de "Moriyas" que significa "pertencentes ao lugar dos pavões". De acordo com outro relato budista, esses ancestrais construíram uma cidade chamada Moriya-nagara, que foi assim chamada porque foi construída com os "tijolos coloridos como pescoços de pavões". Depois de conquistar o Império Nanda e derrotar o Império Selêucida, a dinastia Chandragupta reinou incontestada durante seu tempo. Seu emblema real permaneceu o pavão até que o imperador Açoca o mudou para um leão, como visto no Capitel do Leão de Açoca, bem como em seus éditos. O pavão continuou a representar elegância e realeza na Índia durante os tempos medievais; por exemplo, o trono dos imperadores Mughal era chamada de "Trono do Pavão".
O pavão é representado nos zodíacos birmanês e cingalês. Para os cingaleses, o pavão é o terceiro animal do zodíaco do Sri Lanka.
Acreditava-se que os pavões (muitas vezes um símbolo de orgulho e vaidade) comiam propositalmente substâncias venenosas para se tornarem imunes a elas, bem como para tornar as cores de sua plumagem resplandecente ainda mais vibrantes – visto que tantas plantas e animais venenosos são também muito coloridos devido ao apossematismo. A divindade budista Mahamayuri é retratada sentada em um pavão. Pavões também são vistos apoiando o trono de Amitaba. A Índia adotou o pavão como seu pássaro nacional em 1963 e é ainda hoje um dos símbolos nacionais da Índia.

### Na Pérsia e na Mesopotâmia
Na Pérsia e na Babilônia, o pavão era visto como um guardião da realeza e muitas vezes foi gravado em tronos reais.
Melek Taus, o "Anjo Pavão", é o nome iazidi para a figura central de sua fé. Os iazidis consideram Tawûsê Melek uma emanação de Deus e um anjo benevolente que se redimiu de sua queda e se tornou um demiurgo que criou o cosmos a partir do ovo cósmico. Depois que ele se arrependeu, ele chorou por 7.000 anos, suas lágrimas encheram sete jarras, que então extinguiram o fogo do inferno. Na arte e escultura, Tawûsê Melek é retratado como um pavão. No Diwan Masbuta d-Hibil Ziwa, a emanação do mandeísmo de Yushamin é descrita como um pavão.

### Outros Lugares

A logo da NBC representa um pavão.

Os gregos antigos acreditavam que a carne do pavão não entrava em decomposição após a morte, por isso a ave se tornou um símbolo da imortalidade. Nas imagens helenísticas, a carruagem da deusa grega Hera era puxada por pavões, pássaros desconhecidos pelos gregos antes das conquistas de Alexandre, o Grande. O tutor de Alexandre, Aristóteles, refere-se aos pavões como "o pássaro persa". Quando Alexandre viu os pássaros na Índia, ficou tão maravilhado com sua beleza que ameaçou as mais severas penalidades para qualquer homem que matasse um. Cláudio Eliano escreve que havia pavões na Índia, maiores do que em qualquer outro lugar.
Um mito afirma que um servo de Hera, Argos Panoptes, de cem olhos, foi instruído a guardar Io, a mulher que foi transformada em vaca por Hera, depois que o interesse de Zeus por ela foi descoberto. Zeus fez com que o mensageiro dos deuses, Hermes, matasse Argos através do sono eterno e libertasse Io. Segundo Ovídio, para homenagear seu fiel vigia, Hera preservou para sempre, os cem olhos de Argos na cauda do pavão.
O simbolismo foi adotado pelo cristianismo primitivo, portanto, muitas pinturas e mosaicos cristãos antigos mostram o pavão. O pavão ainda é usado na época da Páscoa, especialmente no oriente. Os ocelos nas penas da cauda do pavão simbolizariam o Deus cristão que tudo vê e – em algumas interpretações – a Igreja. Um pavão bebendo de um vaso é usado como símbolo de um crente cristão bebendo das águas da vida eterna. O pavão também pode simbolizar o cosmos se interpretarmos sua cauda com seus muitos 'olhos' como a abóbada do céu pontilhada pelo sol, a lua e as estrelas. Pela adoção cristã do antigo simbolismo persa e babilônico, no qual o pavão era associado ao Paraíso e à Árvore da Vida, a ave é novamente associada à imortalidade. Na iconografia cristã, o pavão é frequentemente representado ao lado da Árvore da Vida.
Entre os judeus asquenazes, o pavão dourado é um símbolo de alegria e criatividade, com penas de pássaros sendo uma metáfora para a inspiração de um escritor.
Em 1956, John J. Graham criou o conceito de um logotipo de pavão de 11 penas para a emissora americana NBC. Este pavão brilhantemente colorido foi adotado devido ao aumento na programação com cores. As primeiras transmissões em cores da NBC mostraram apenas um quadro estático do pavão colorido. O emblema fez sua primeira aparição no ar em 22 de maio de 1956. O atual logotipo de seis penas estreou em 12 de maio de 1986.

## Galeria

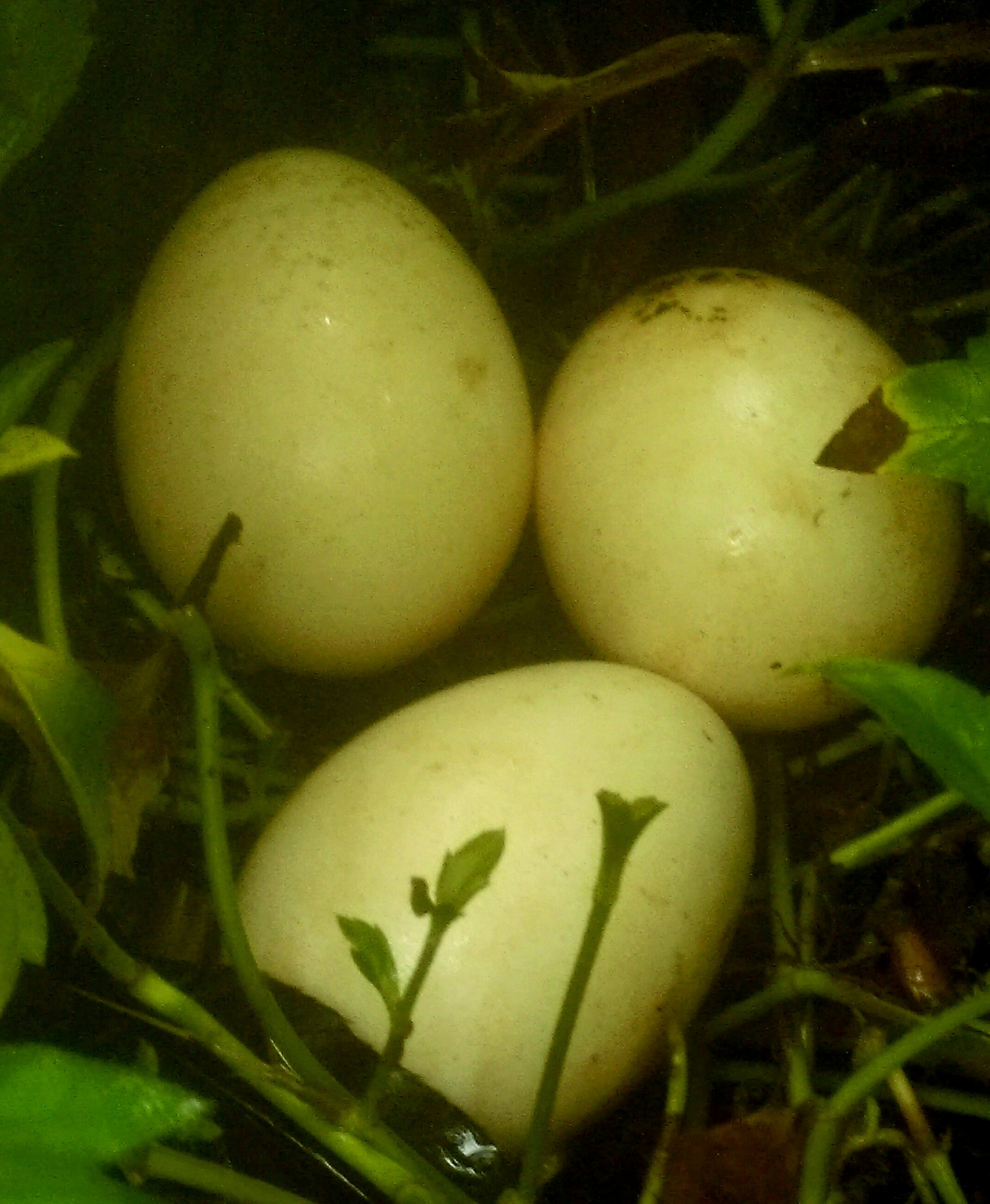
Ovos de pavão
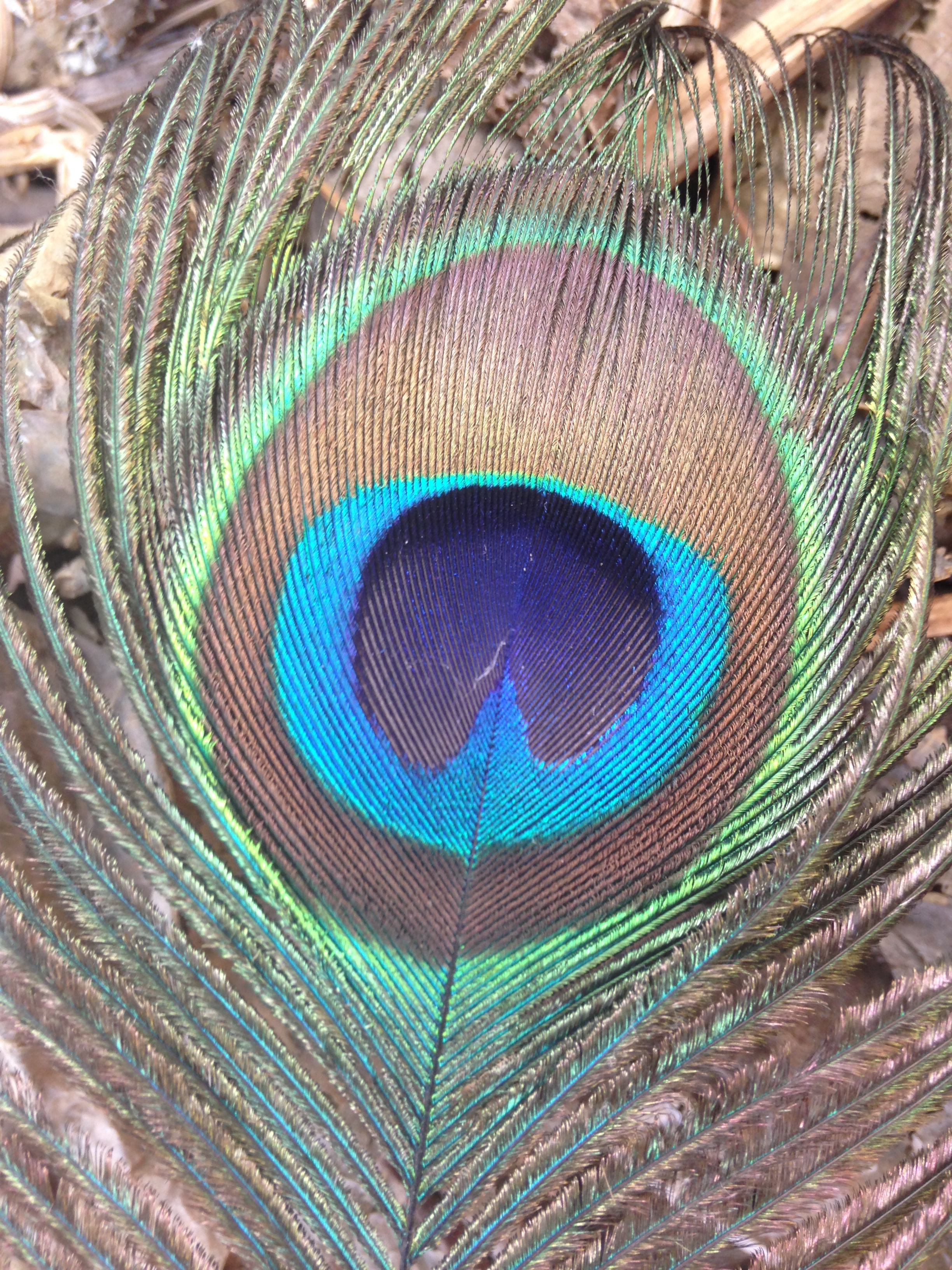
O ocelo da cauda de um pavão
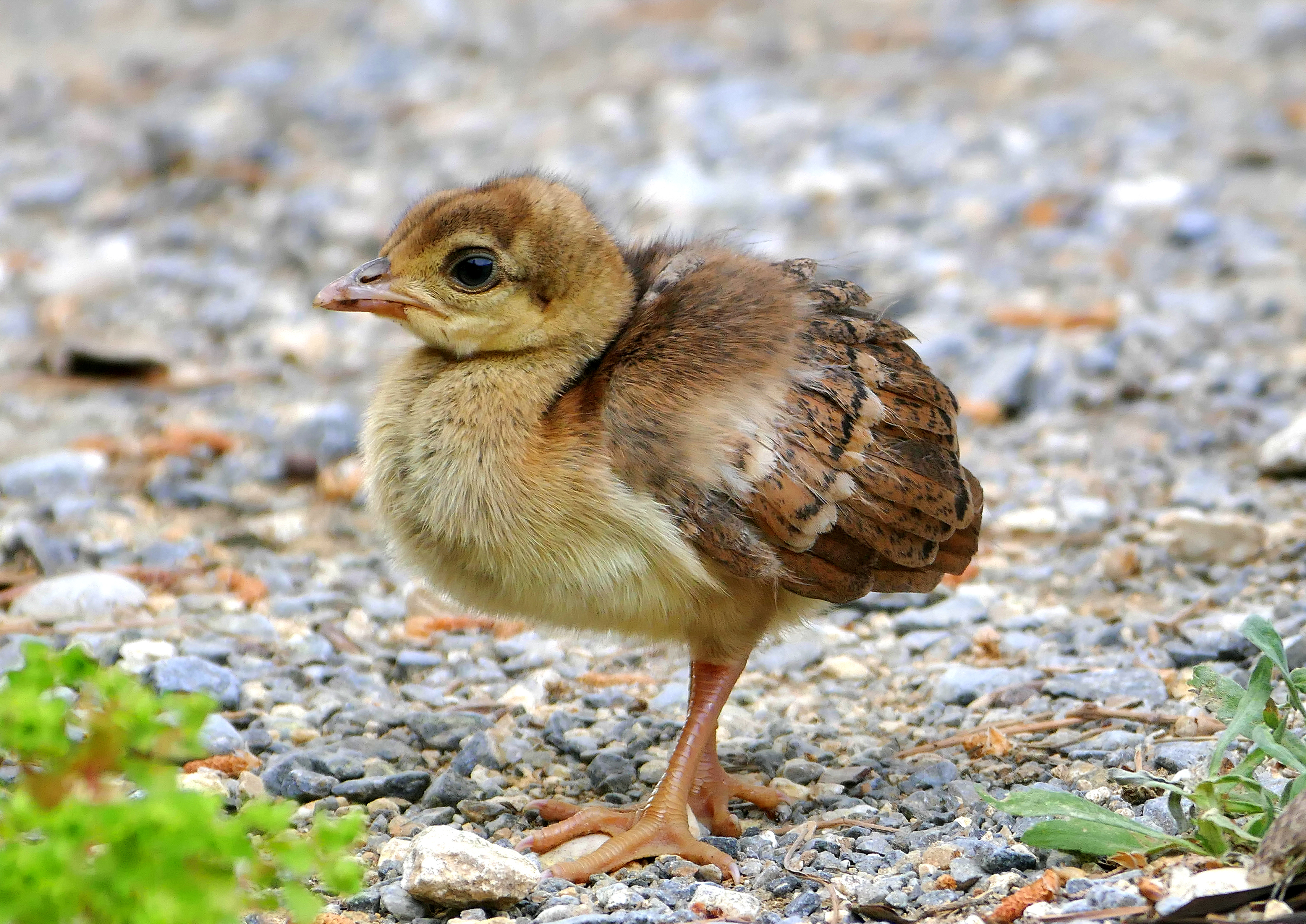
Filhote de pavão
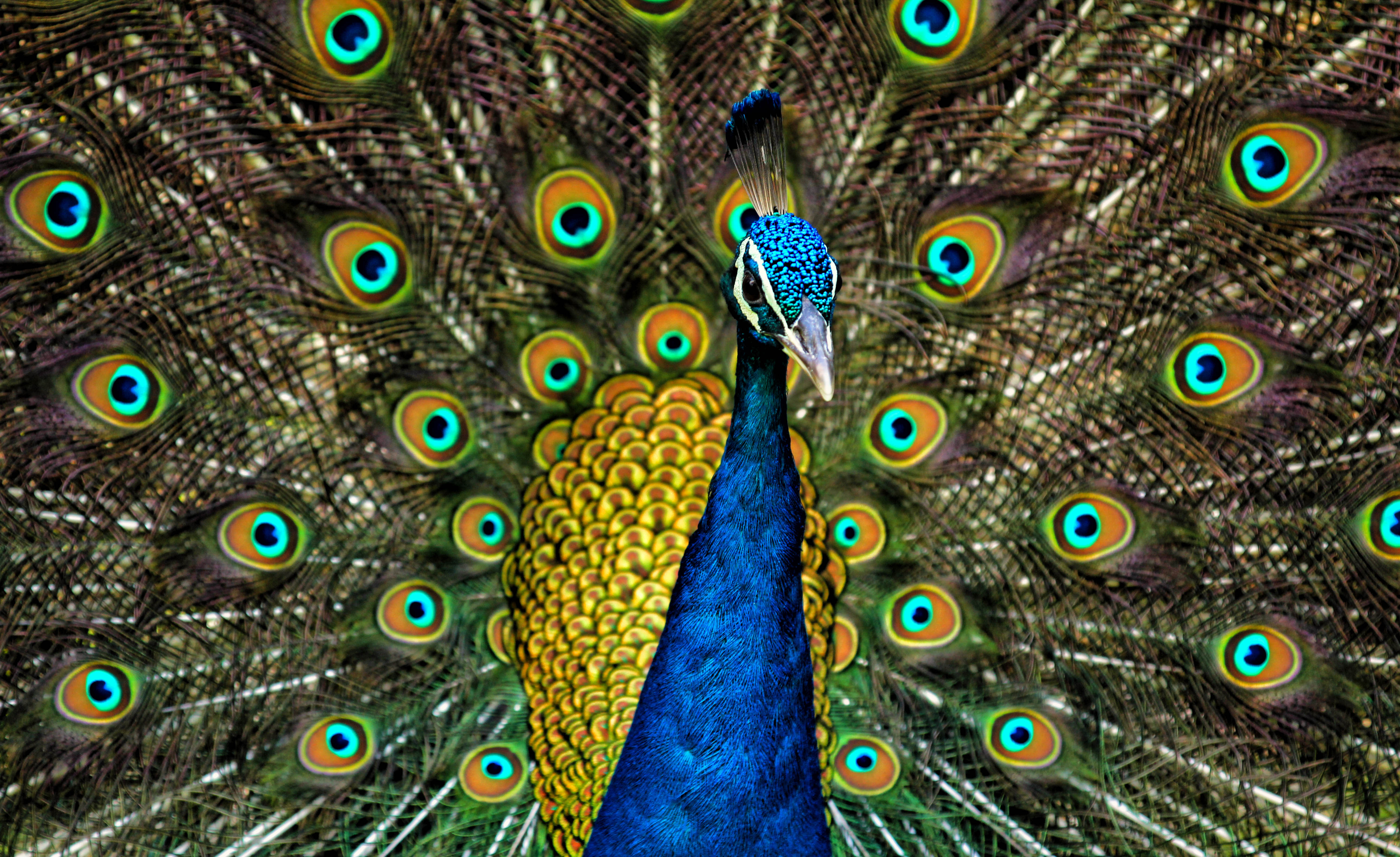
Pavão-azul
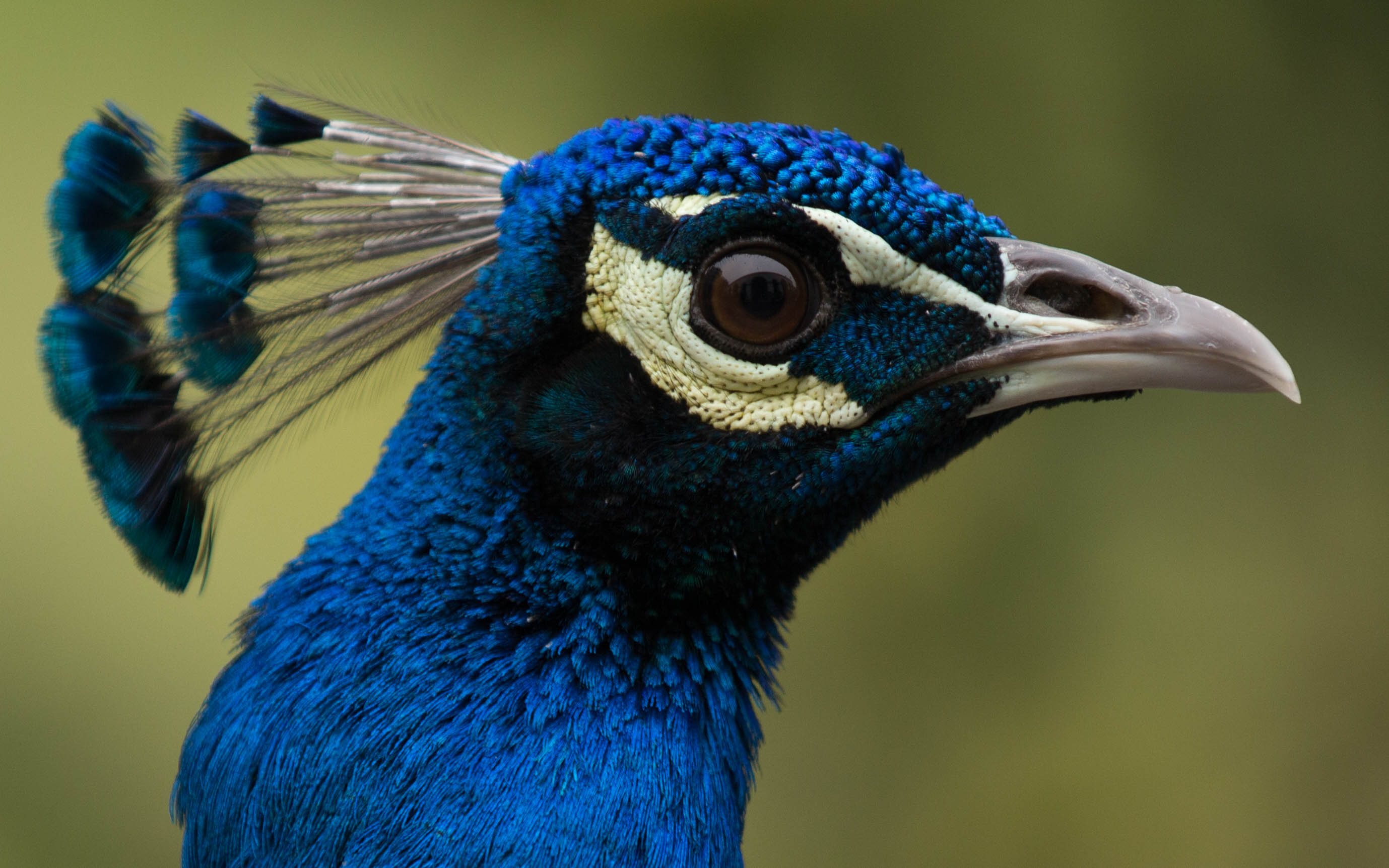
Cabeça de pavão-azul e sua crista de penas
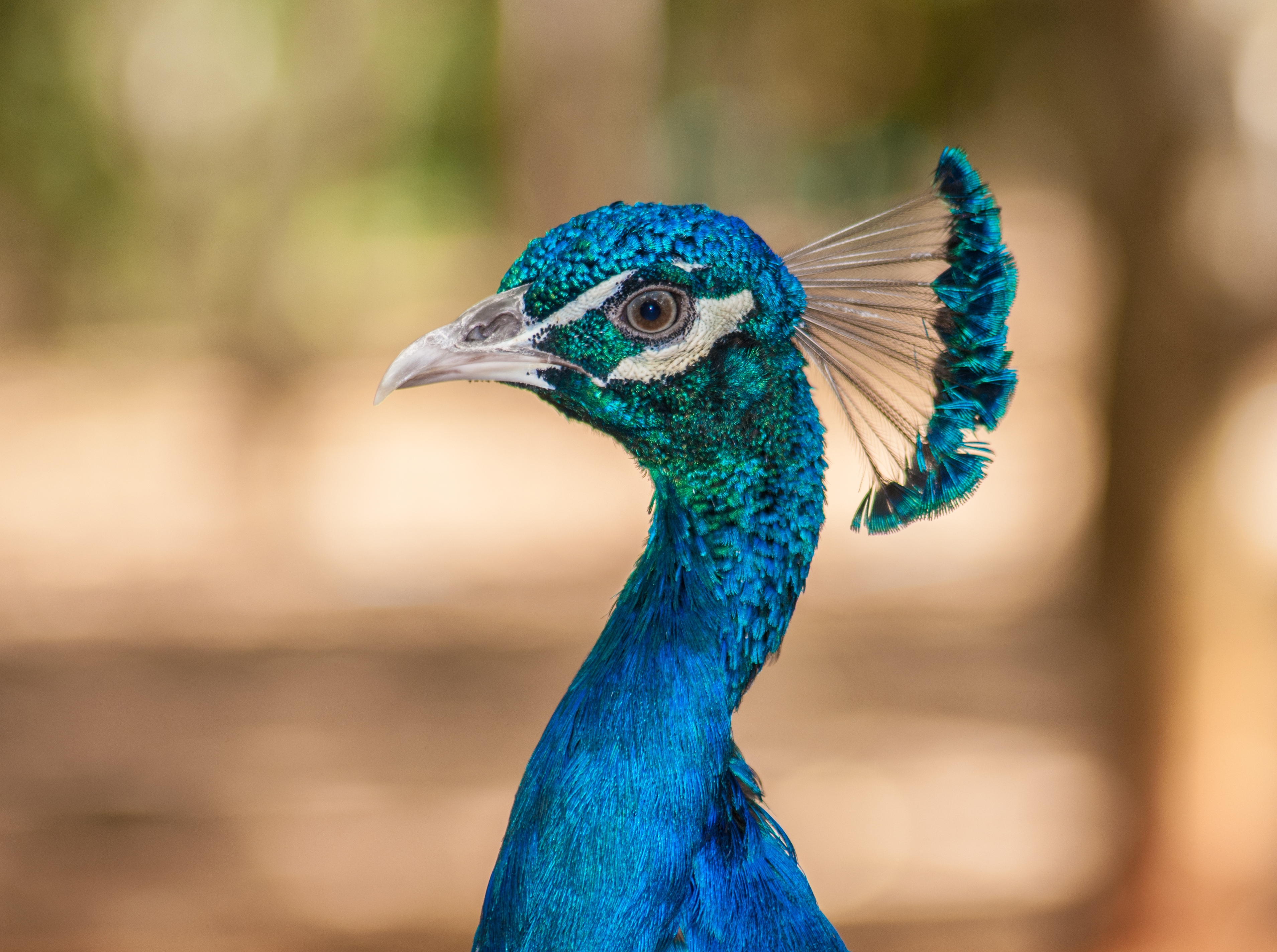
Cabeça de um pavão-azul
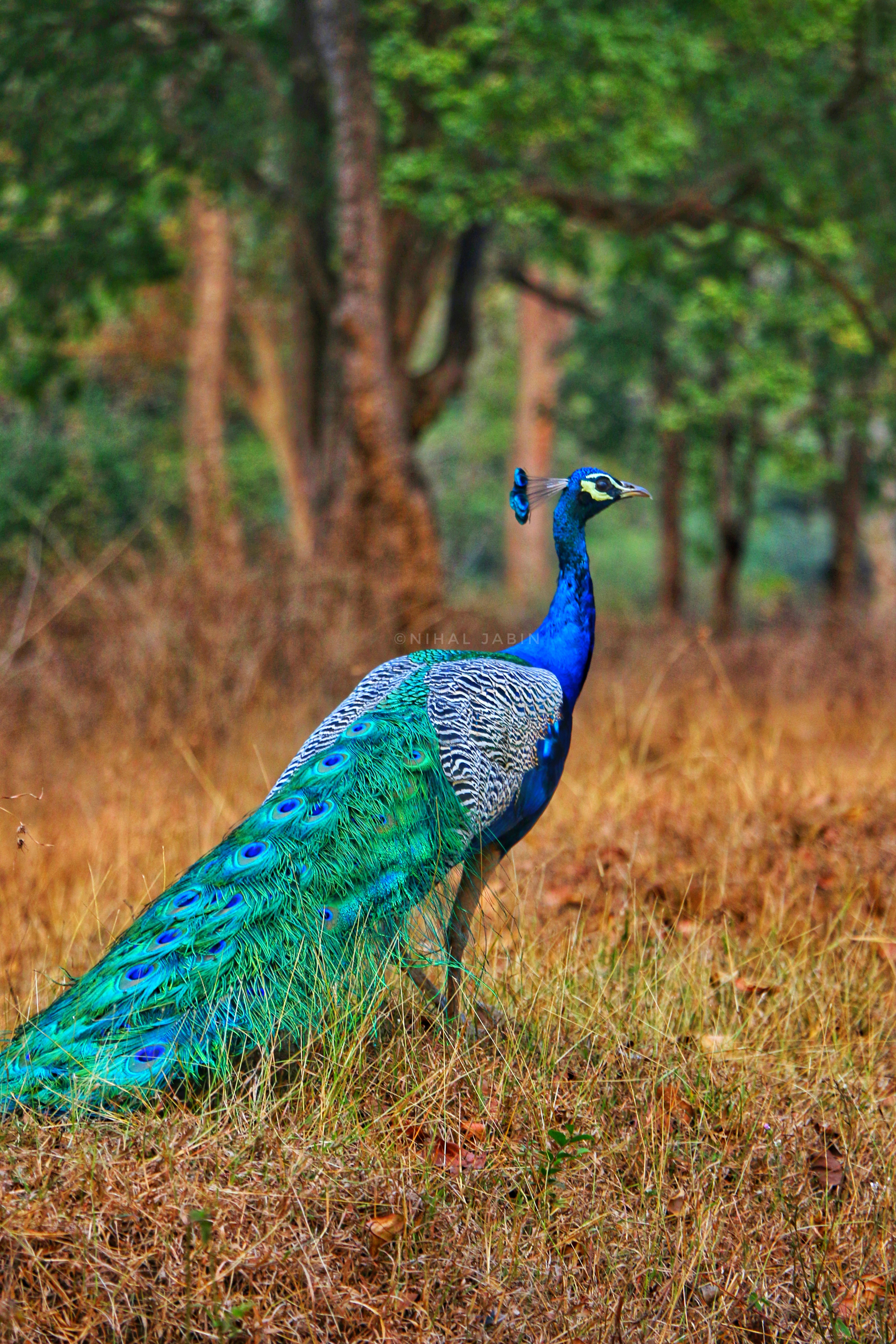
Visão de um pavão-azul de costas
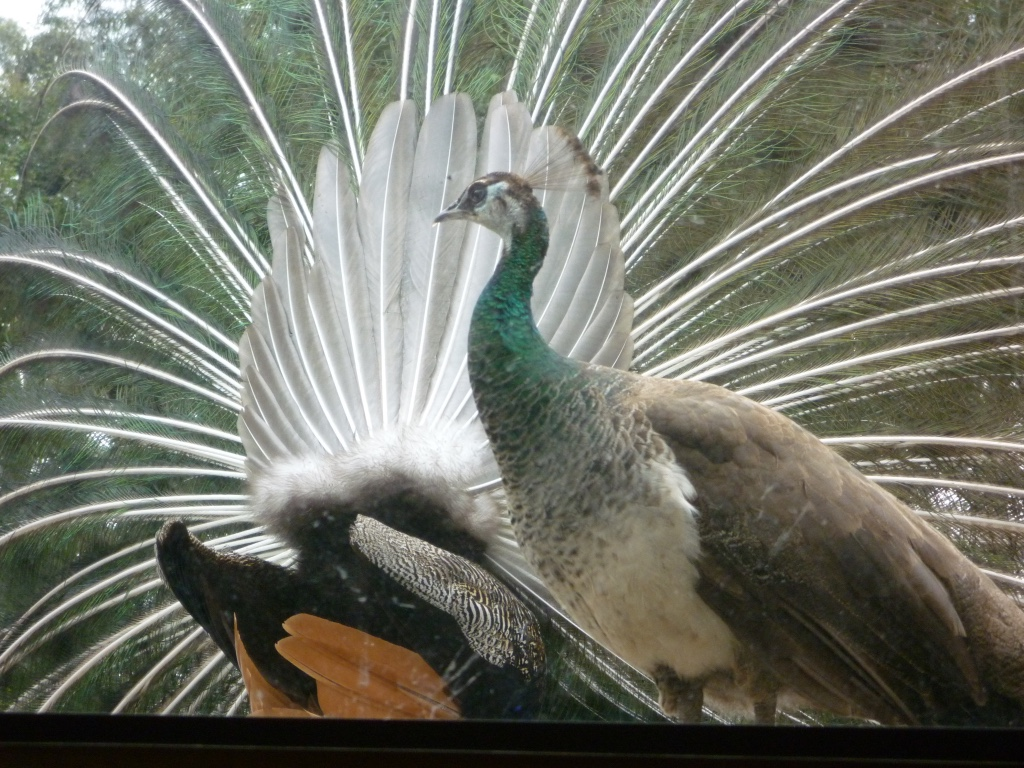
Casal de pavões-azuis
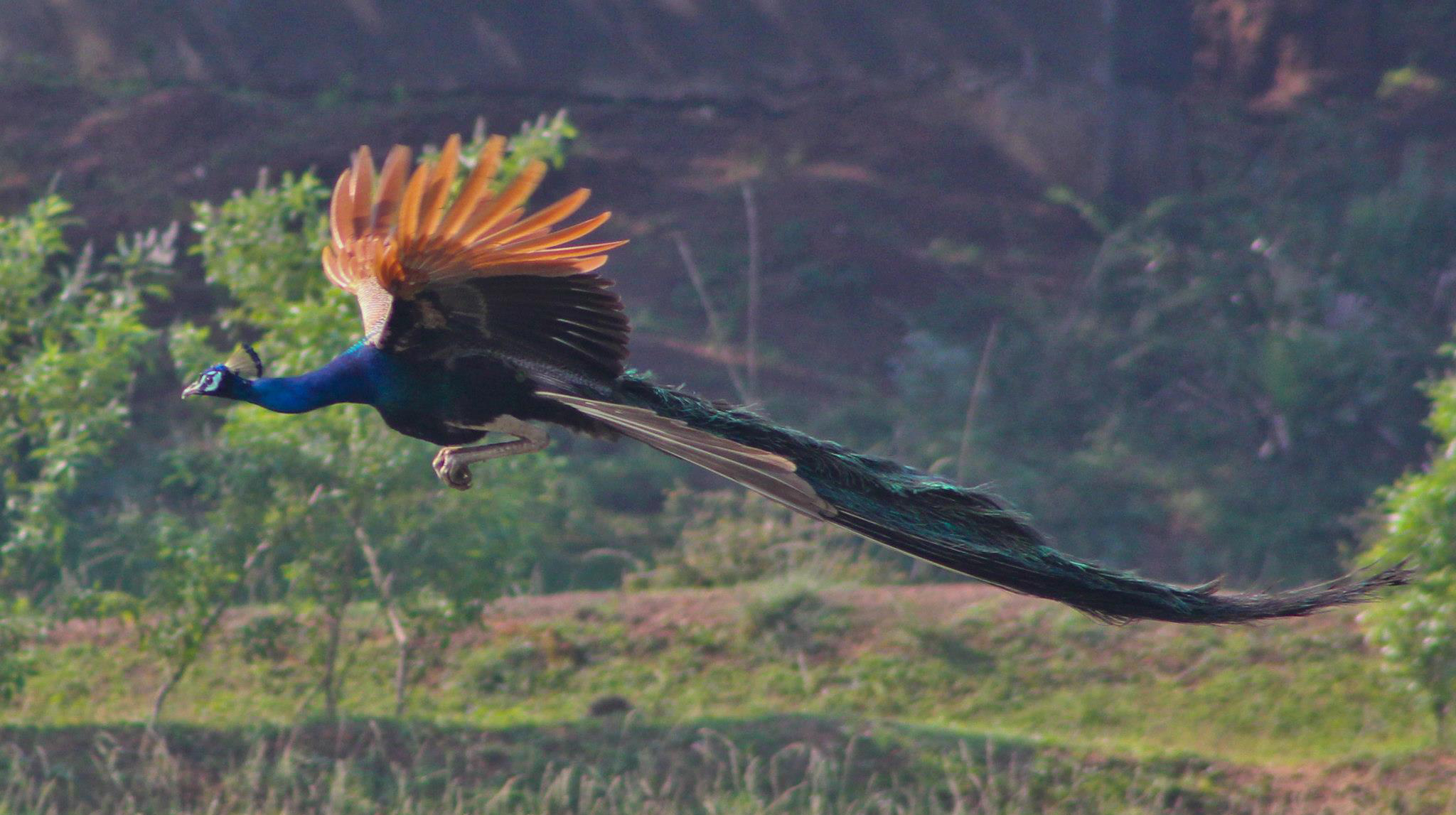
Pavão-azul voando
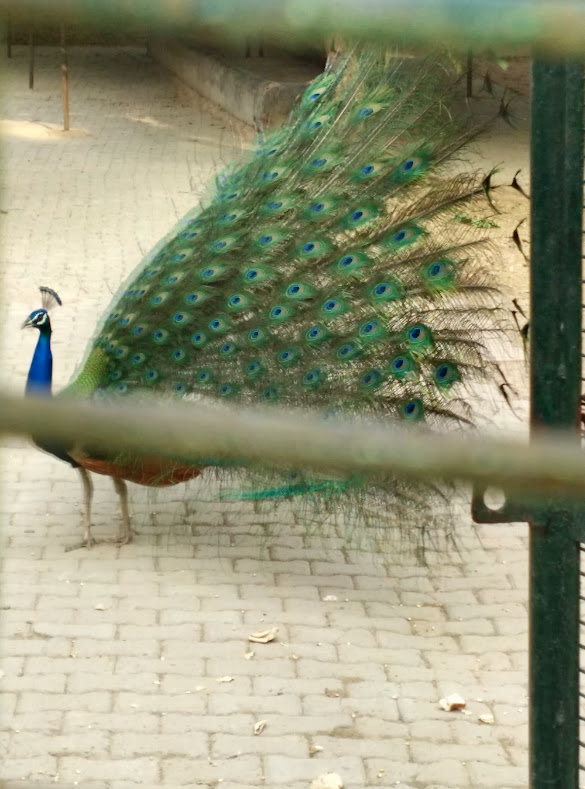
Pavão-azul em um parque
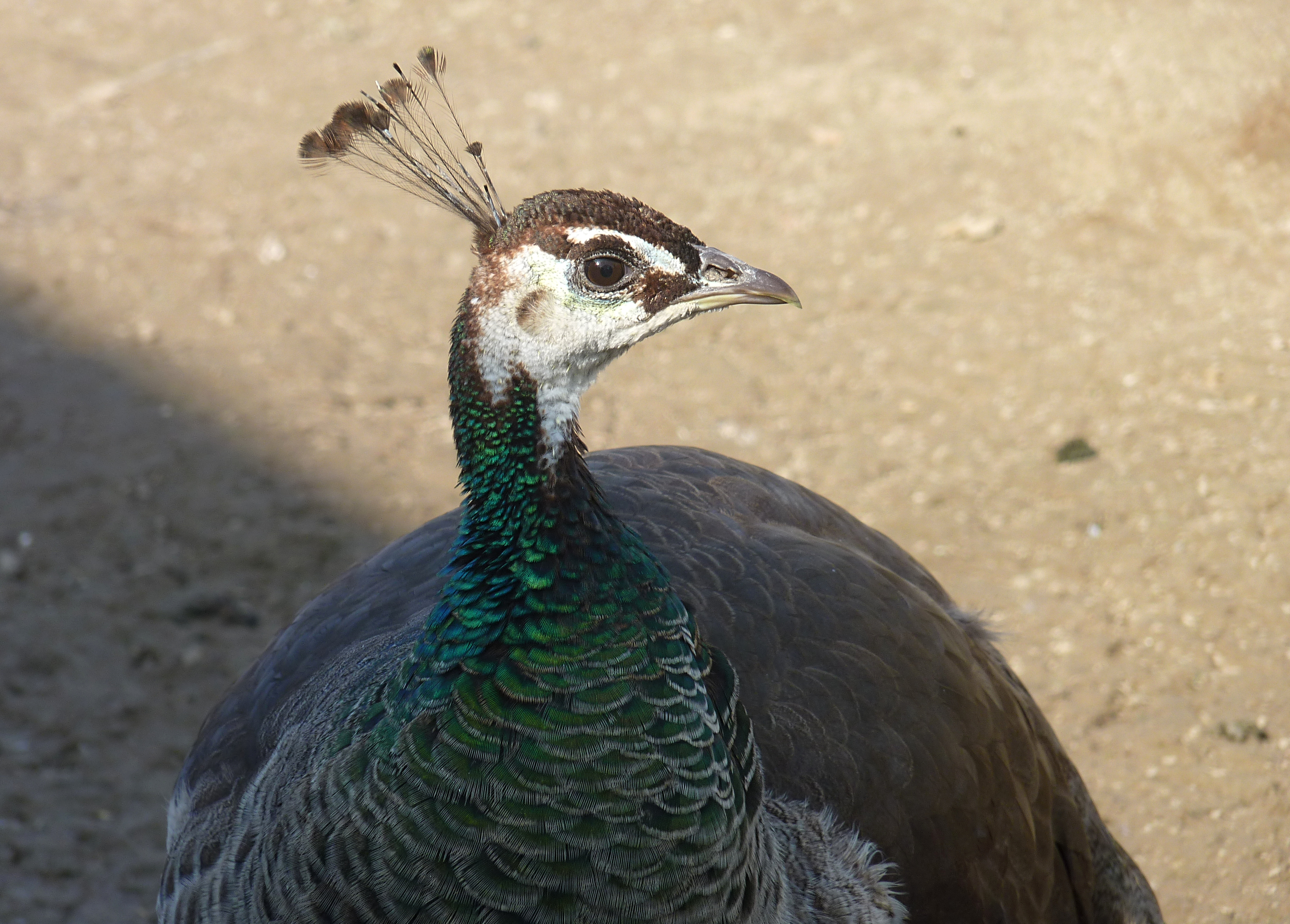
Pavão-azul fêmea
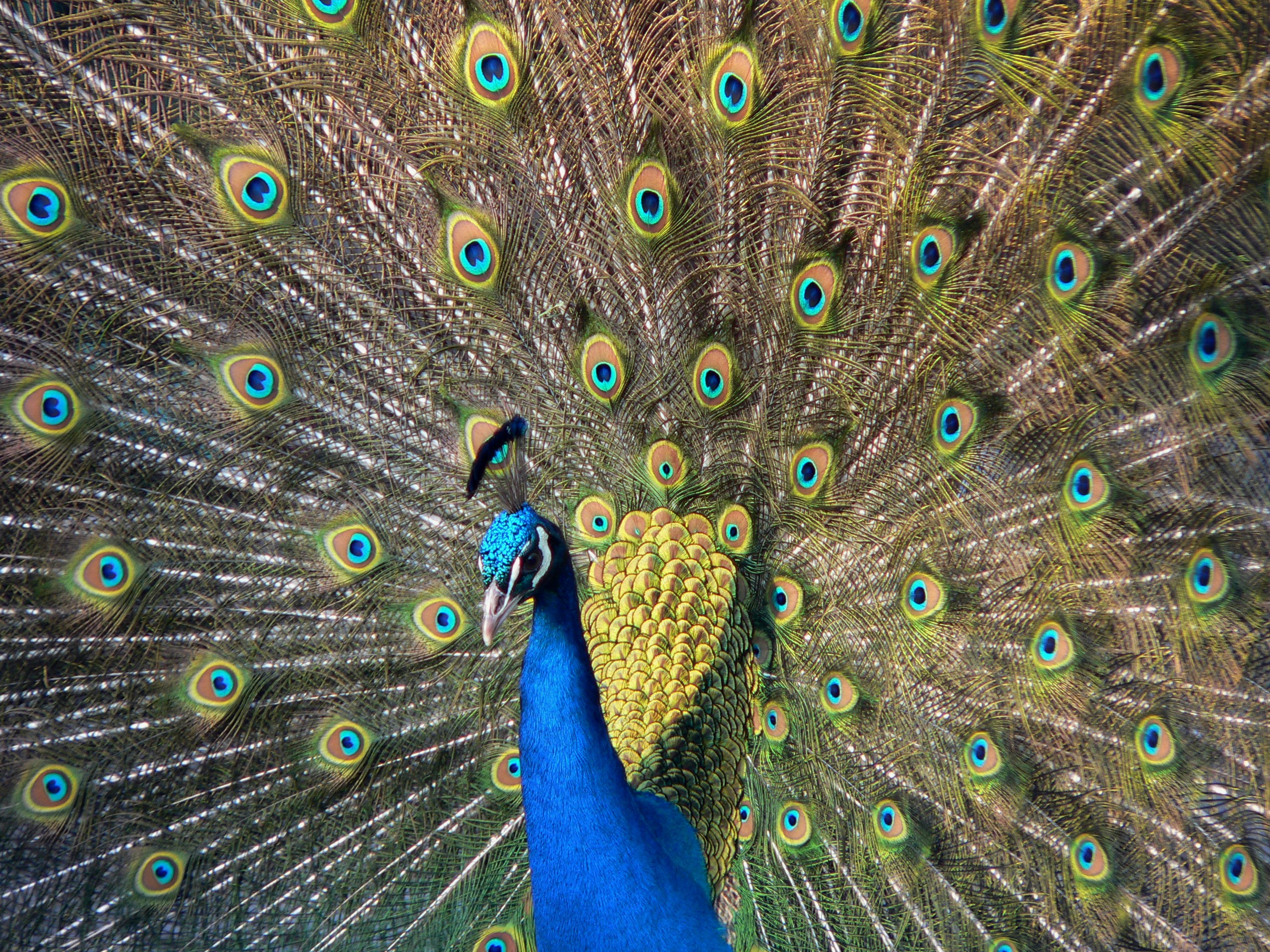
Pavão-azul
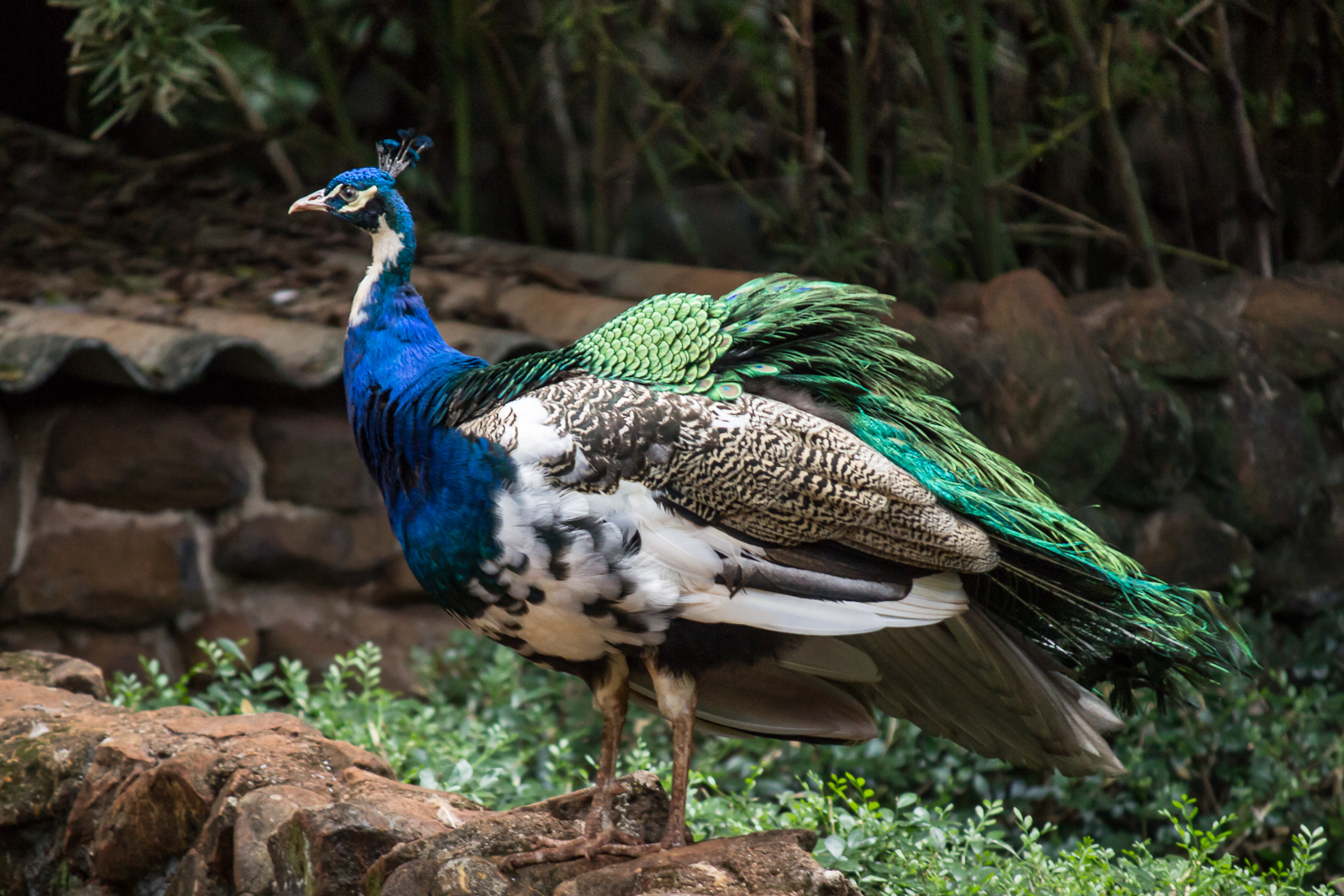
Um pavão-azul adulto
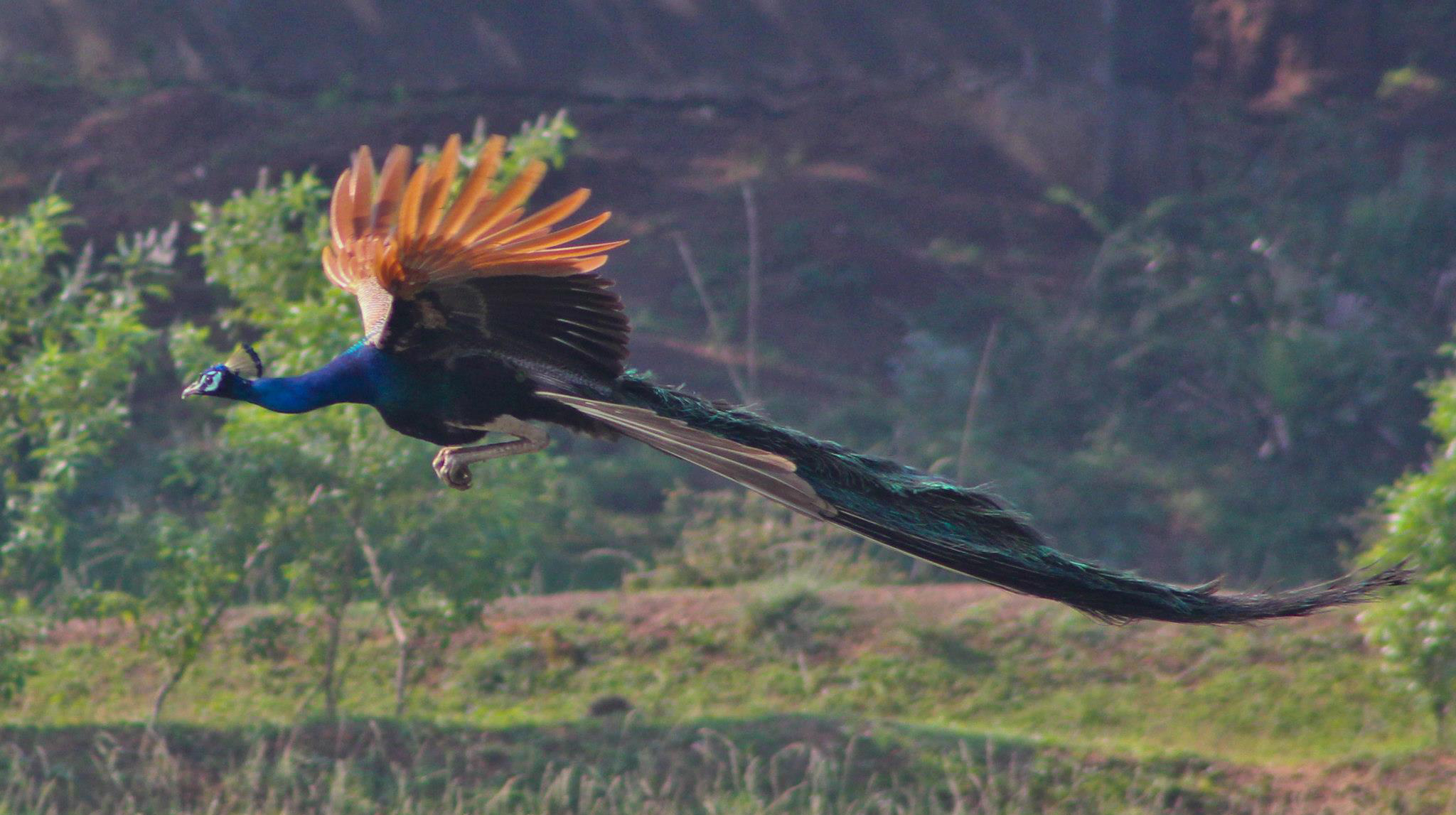
Um pavão-azul a voar
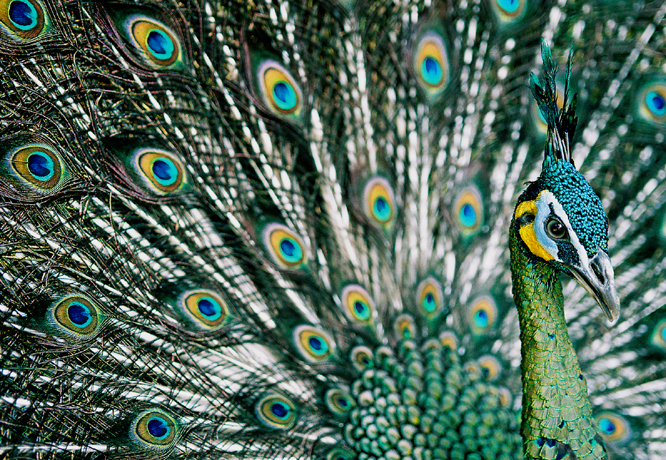
Cabeça de um pavão-verde
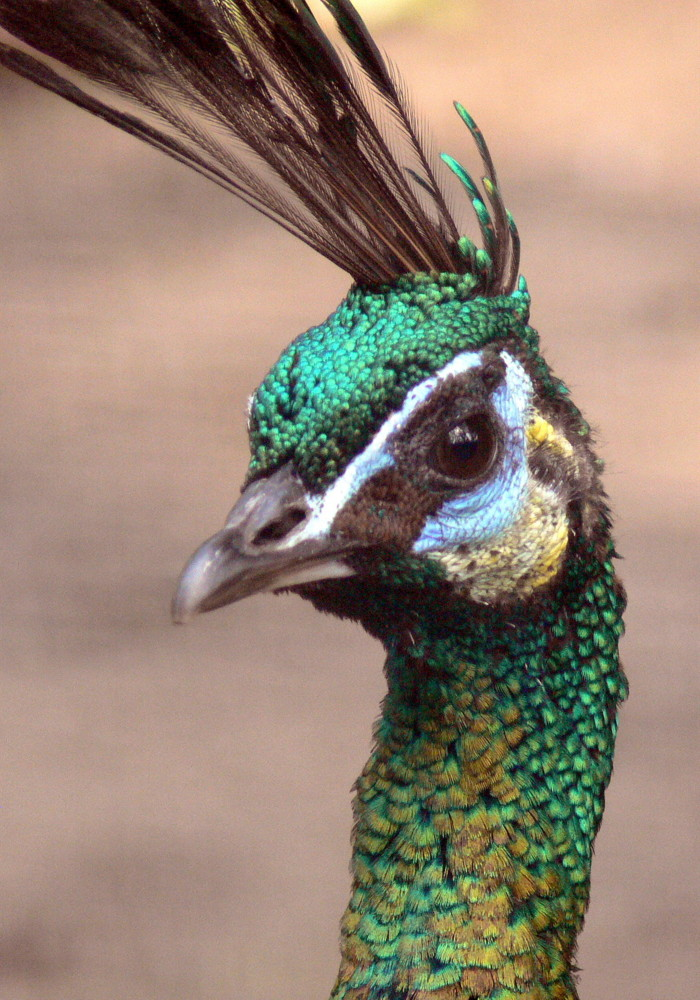
Cabeça de um pavão-verde
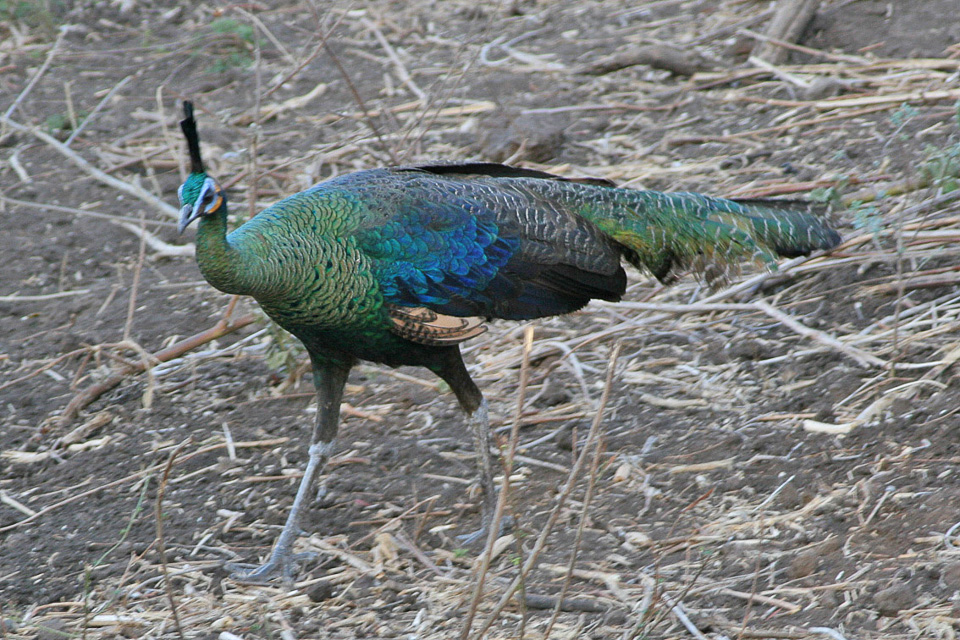
Uma fêmea de pavão-verde
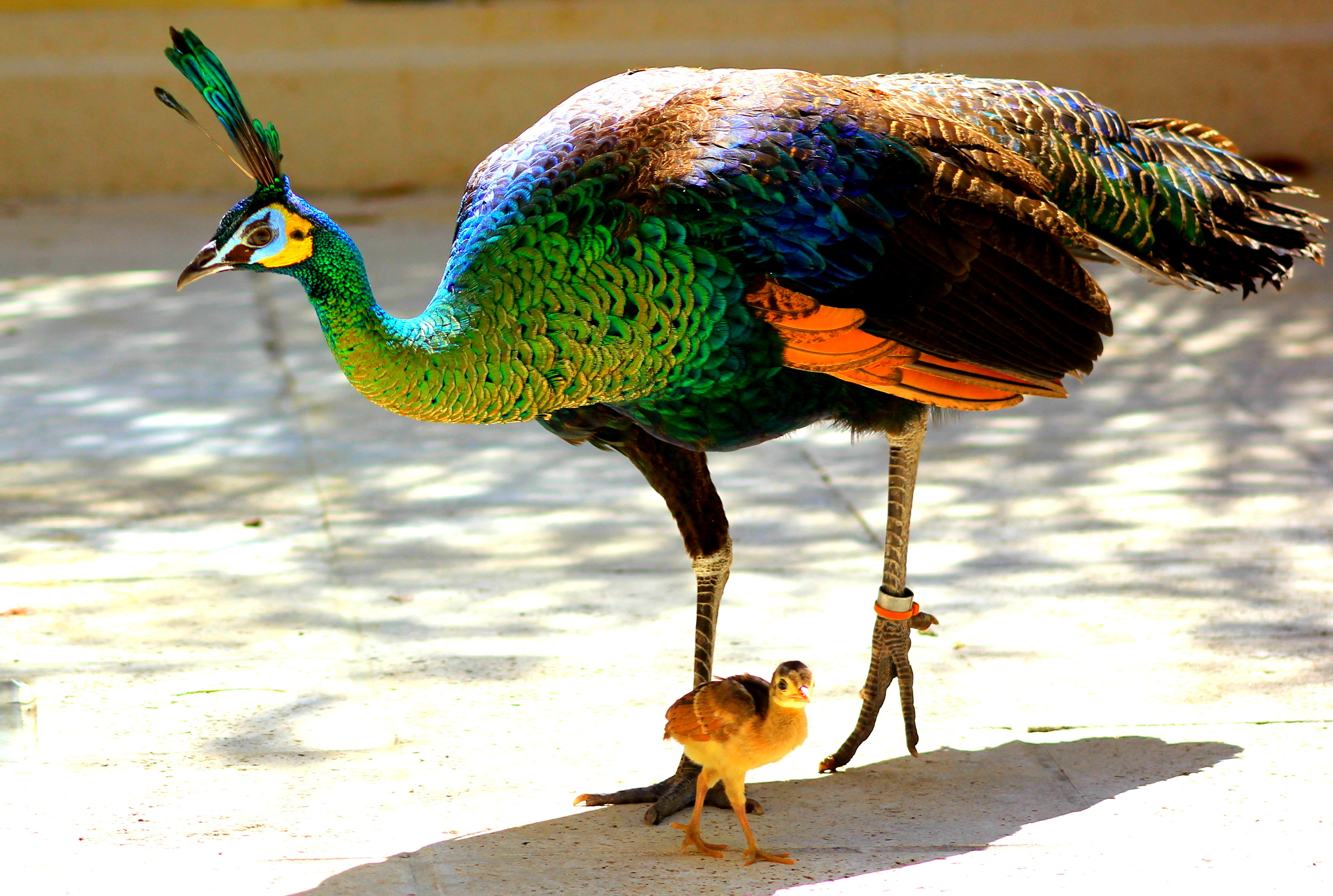
Uma fêmea de pavão-verde com seu filhote

### Pinturas

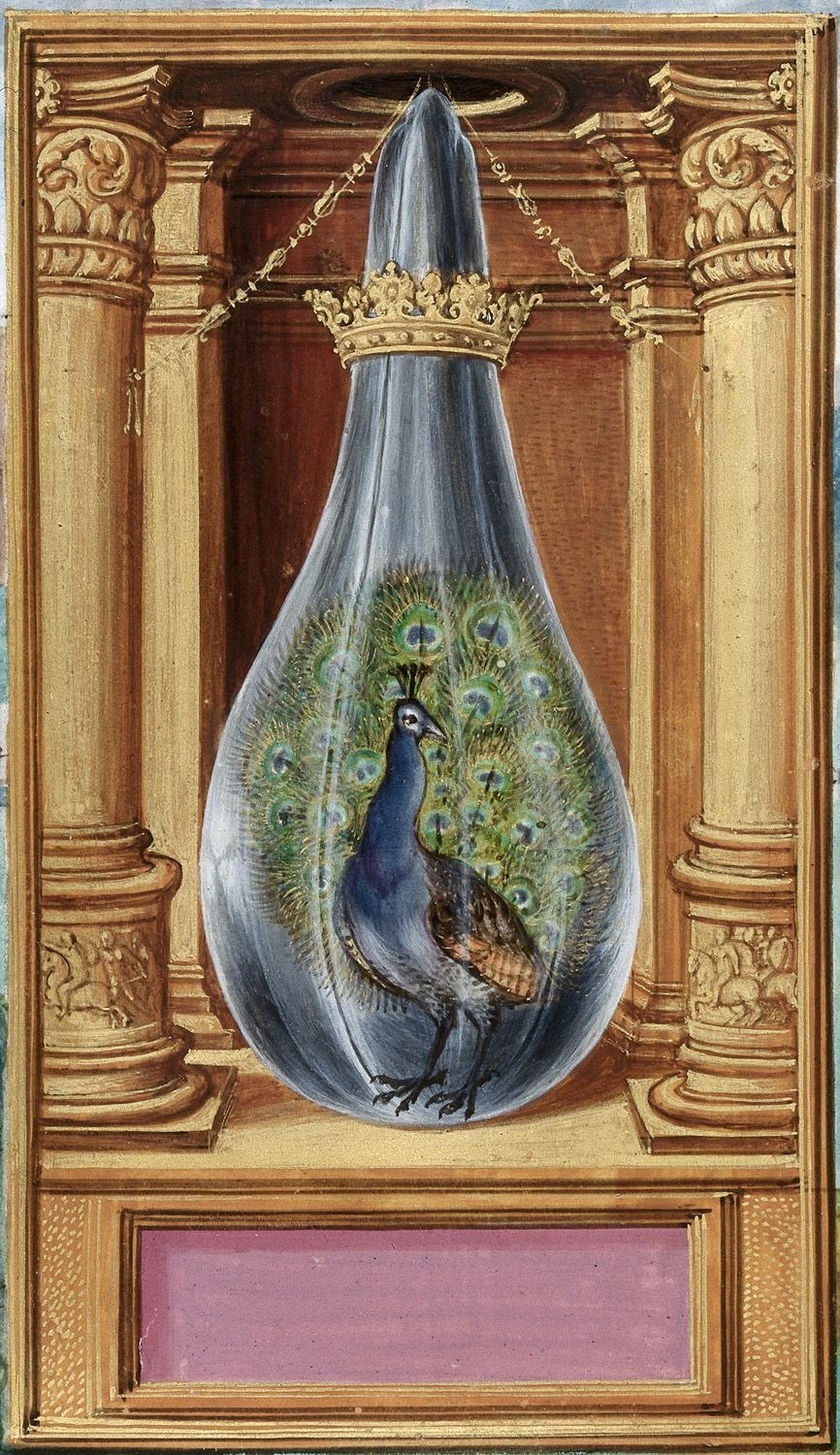
Splendor Solis, 1852
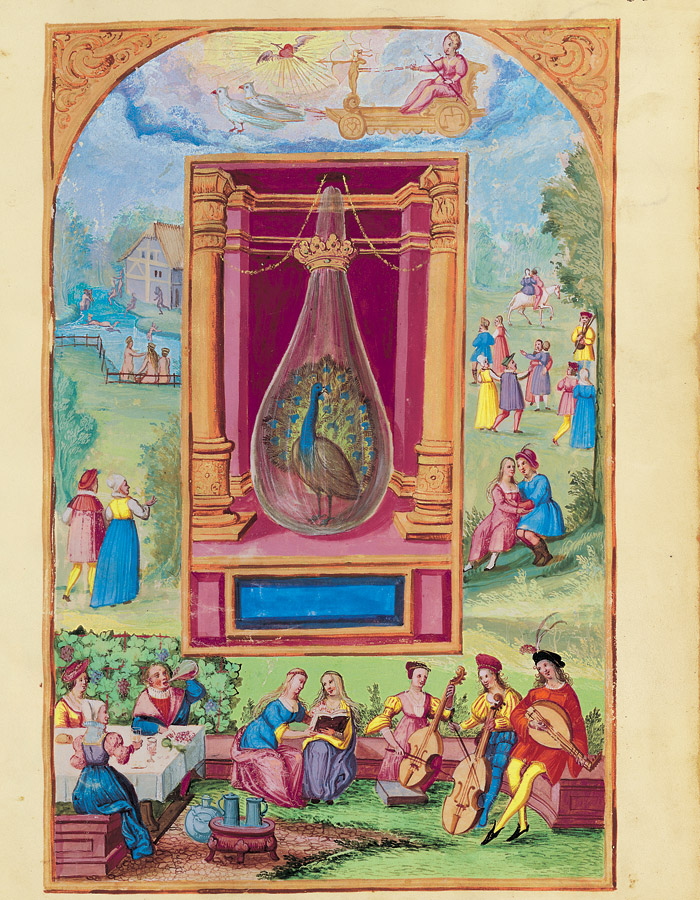
Splendor Solis
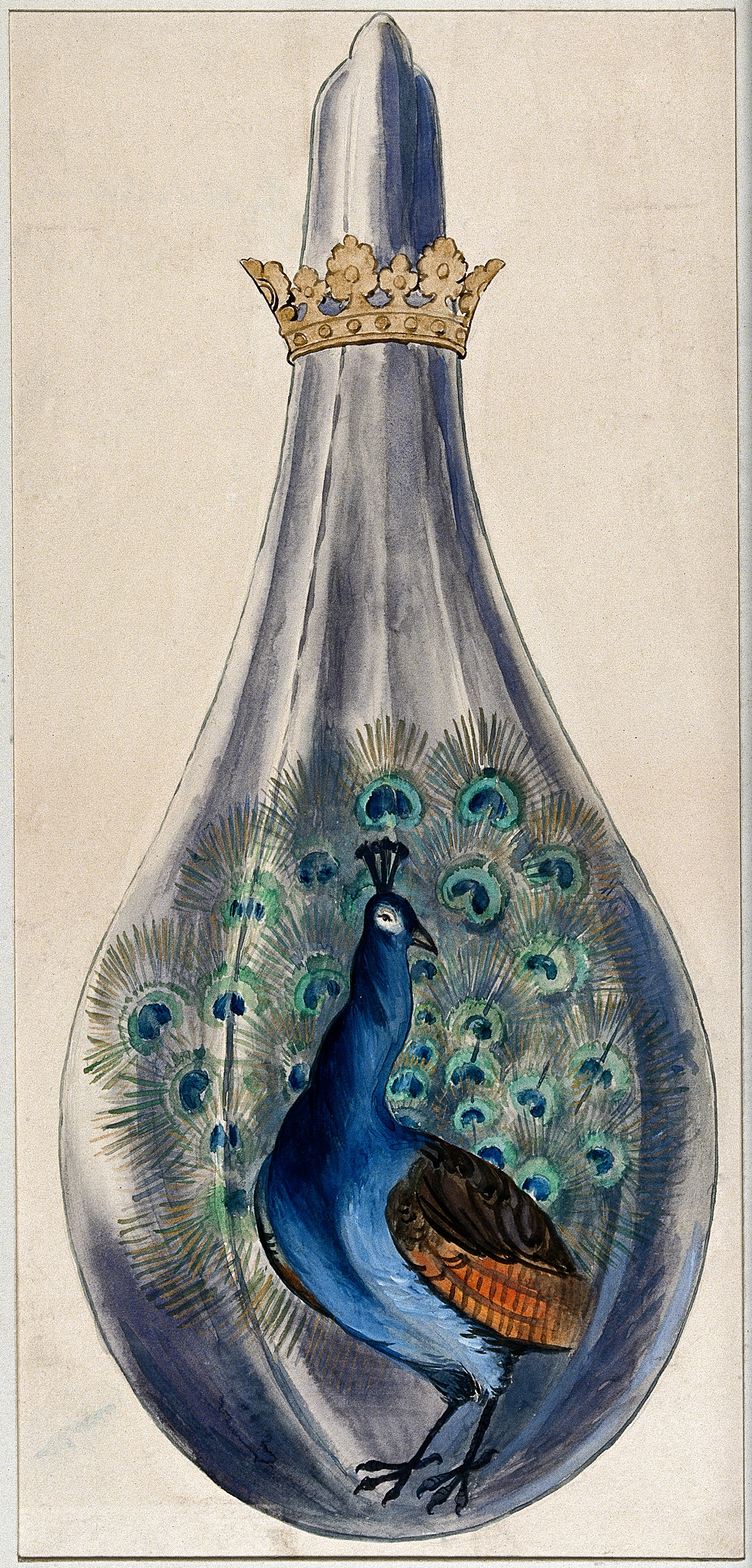
Splendor Solis
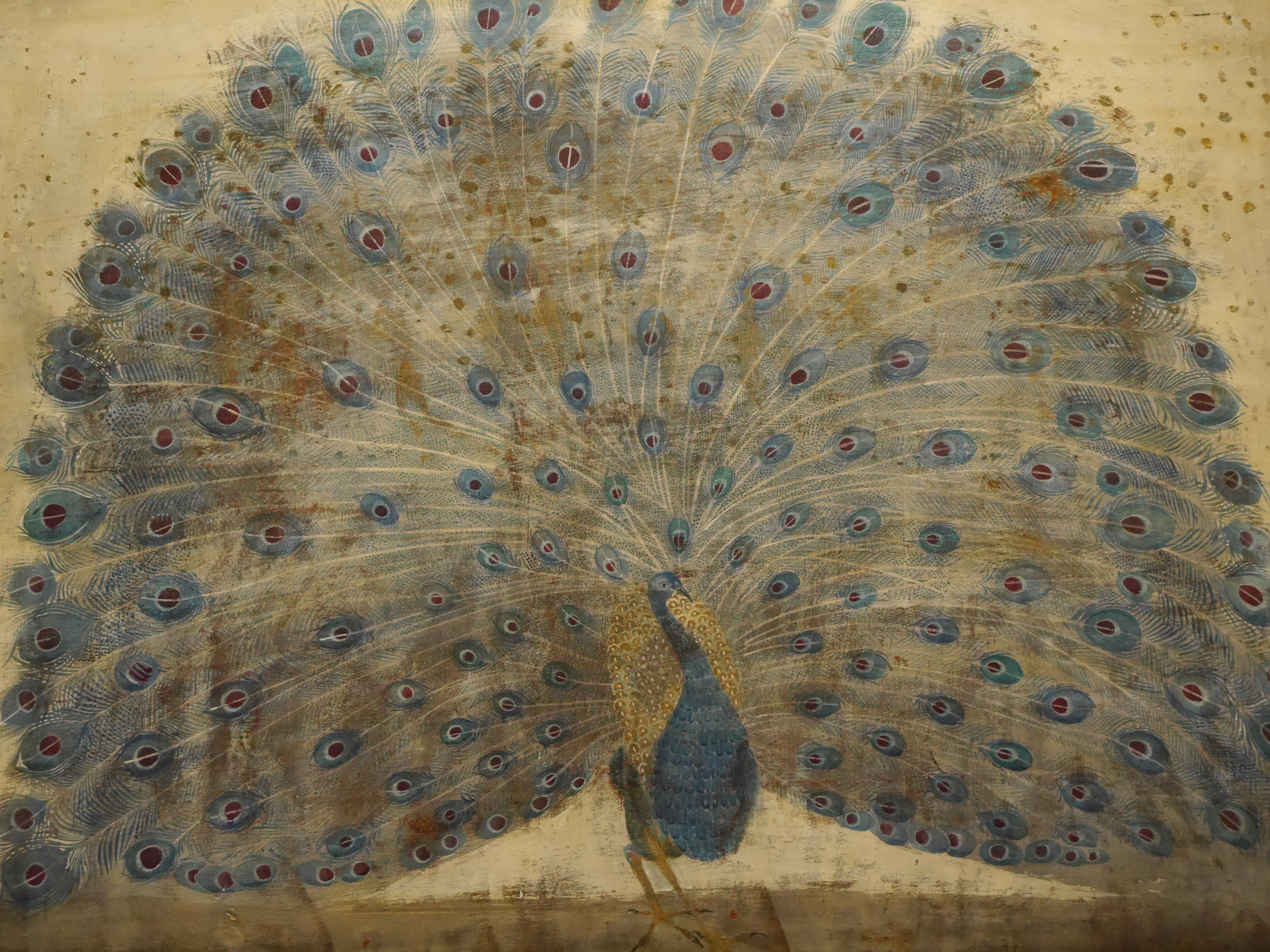
"Pavão" por Merab Abramishvili
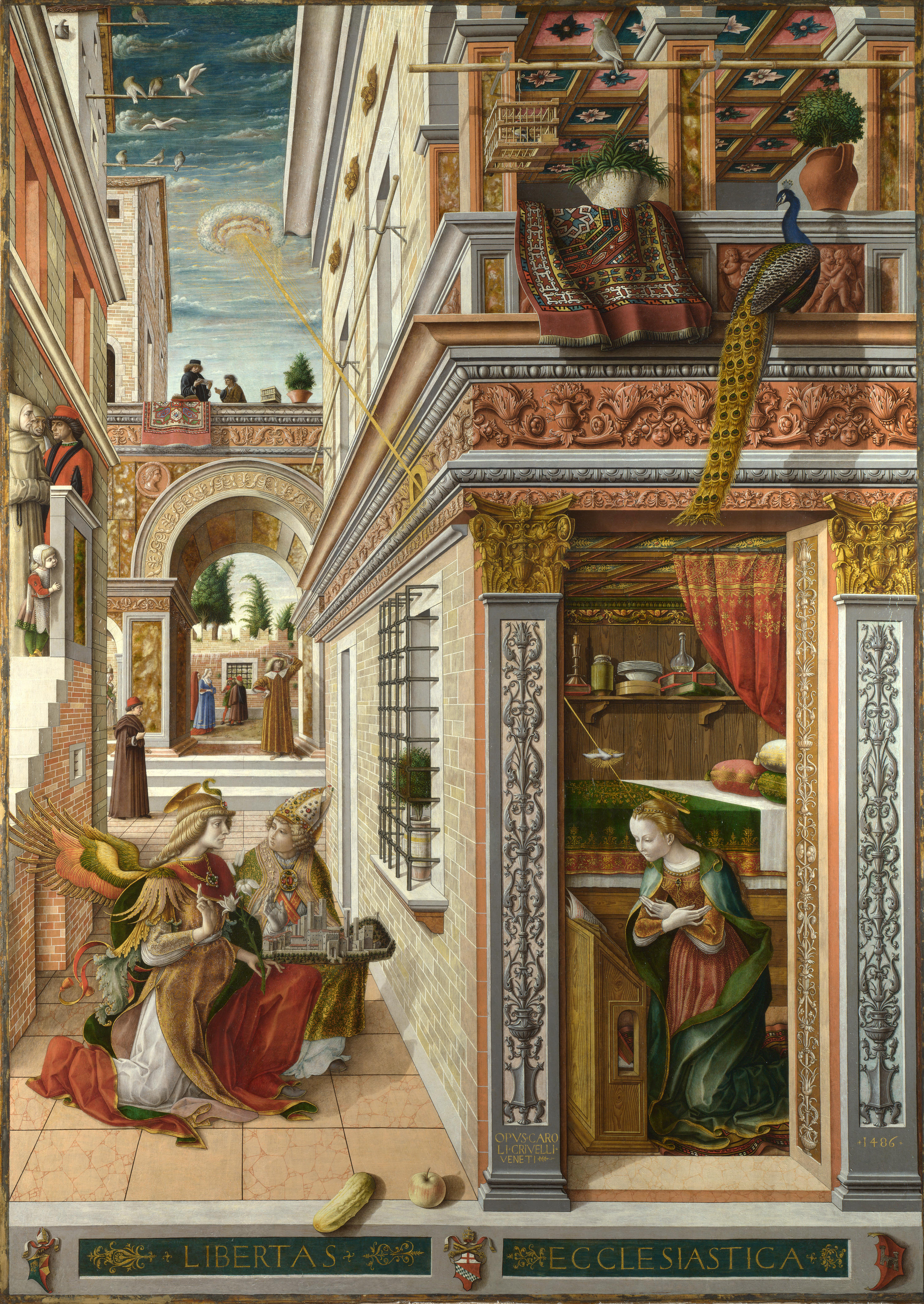
"Anunciação com Santo Emídio" por Carlo Crivelli, 1846
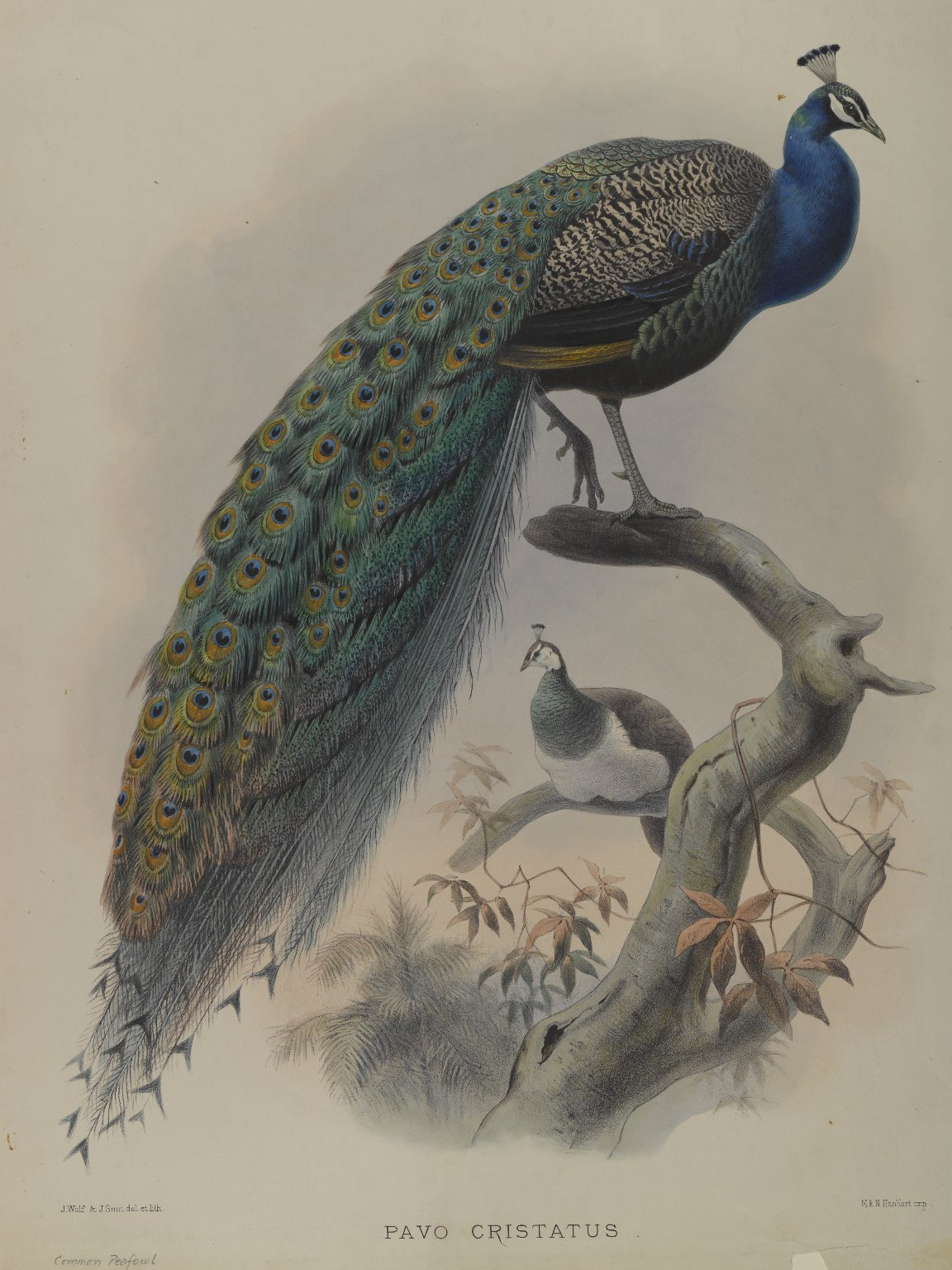
"Pavão-comum" por John Gould, 1880
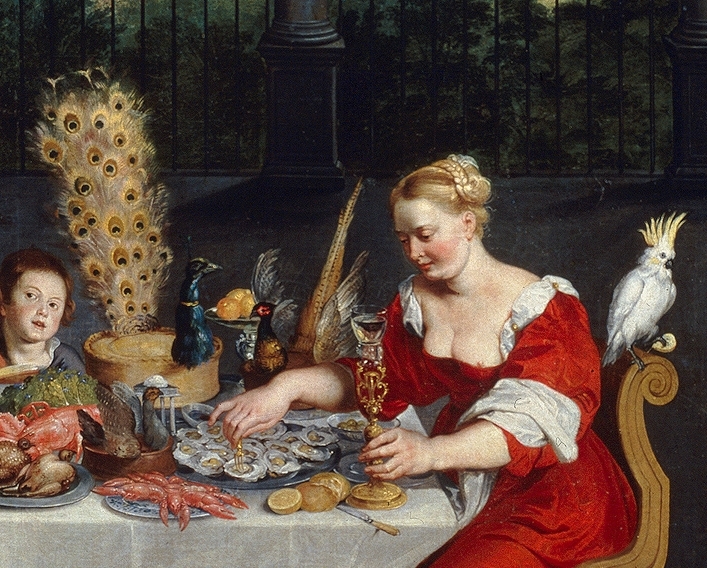
"Alegoria do Gosto, Audição e Toque" por Jan Brueghel, o Velho, 1618
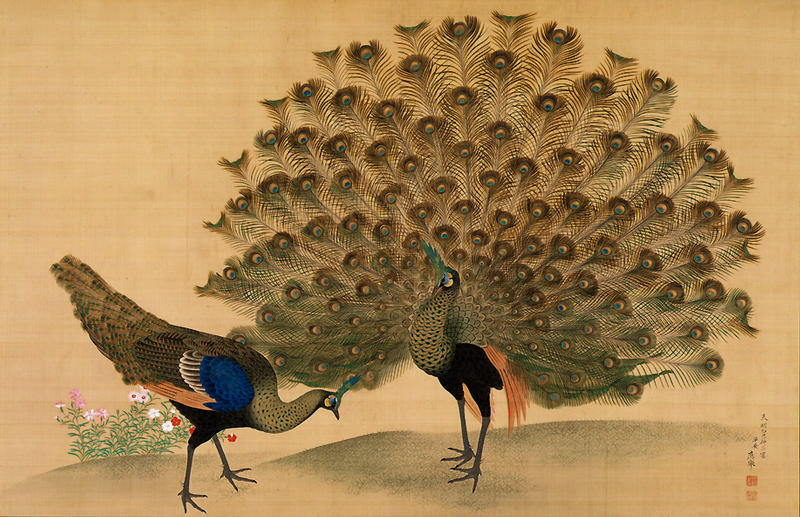
Pavão-verde pintado por Maruyama Ōkyo, 1781.
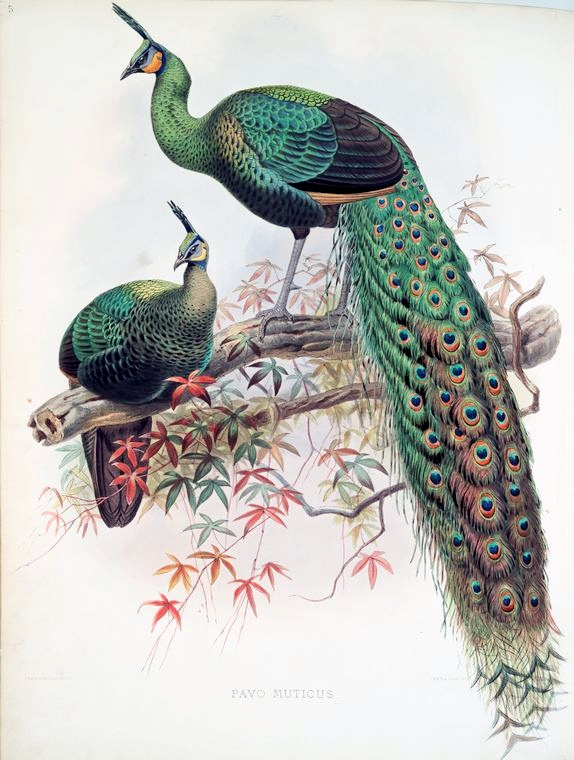
Pavão-verde por Daniel Giraud Elliot, ano desconhecido

### Outros

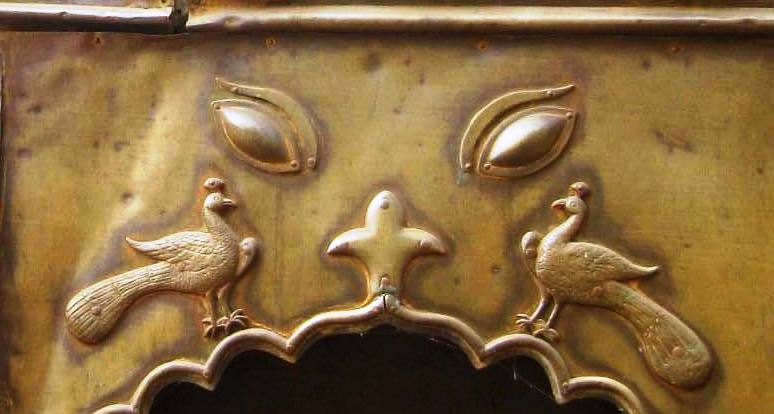
Pavão em uma carruagem de latão de Searsole Rajbari, West Bengal, Índia
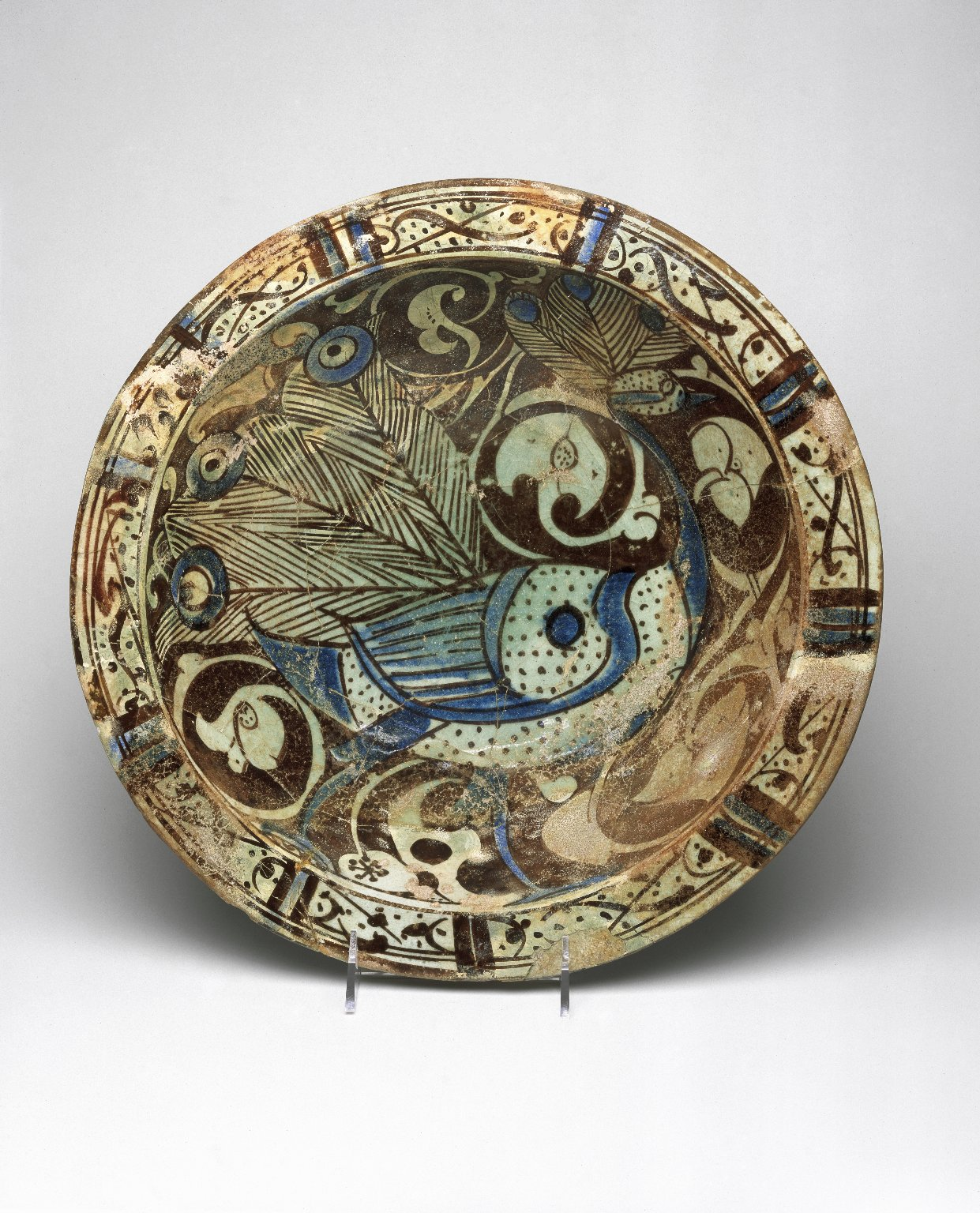
Tigela síria, c.1200
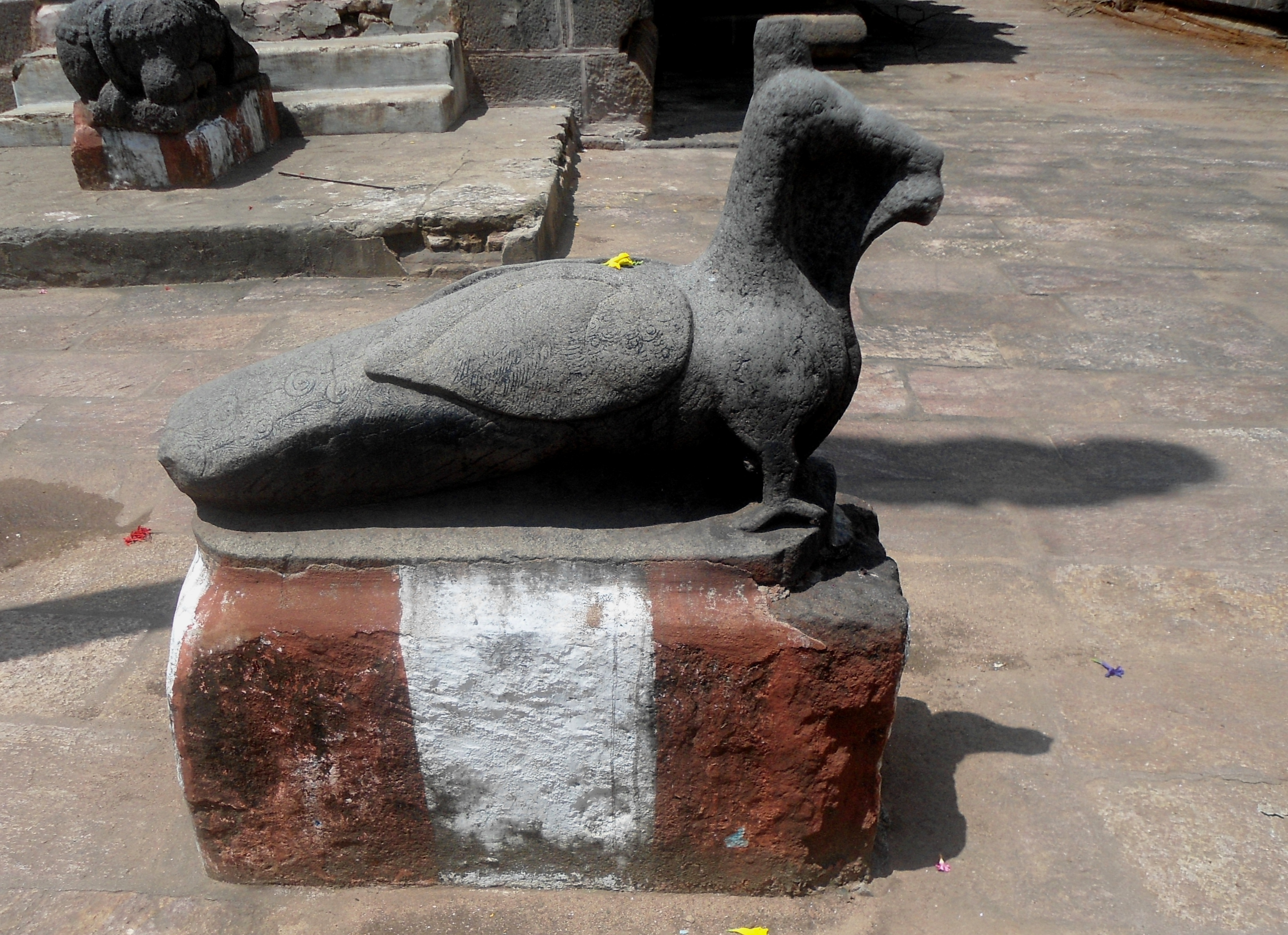
Escultura de um pavão no Complexo do templo Golingeshwara em Biccavolu, Índia